# Ирано-израильский прокси-конфликт
Ирано-израильский прокси-конфликт — прокси-конфликт между Ираном и Израилем, продолжающийся с начала 1980-х годов. В противостояние втянуты не только спецслужбы двух государств, но также многочисленные прокси Ирана в Ираке, Сирии, Ливане, Палестине и Йемене.
До исламской революции в Иране 1979 года Иран и Израиль считались союзниками — страны связывали тесные экономические отношения и общее противостояние арабским странам в регионе. После исламской революции в 1979 году и прихода к власти аятоллы Рухоллы Хомейни Иран разорвал отношения с Израилем и начал активно выстраивать идеологию на основе противостояния сионизму и экспорта исламской революции.
Начиная с 1980-х годов Иран создал разветвлённую прокси-систему группировок и союзников, которые служат для защиты его интересов в регионе. Основными считаются «Хезболла» в Ливане, хуситы в Йемене, шиитские группировки в Ираке и палестинские группировки, включая ХАМАС. Иран предоставляет своим сторонникам вооружение и финансирование, обучает боевиков и использует их для провокации конфликтов в регионе и в прямых столкновениях с Израилем. Израиль поддерживает Организацию моджахедов иранского народа, наносит удары по иранским союзникам в Сирии, а также проводит подпольные операции против иранской ядерной программы. Самыми крупными столкновениями стали Ливанская война 1982 года и продолжающаяся война в Газе в 2023—2025 годах.
Иран открыто поддержал ХАМАС после атаки группировки на Израиль в октябре 2023 года. Не доказано, что Иран готовил атаку, однако он долгие годы спонсировал ХАМАС и предоставлял вооружение. В ответ на обострение войны между Израилем и ХАМАС участники «Оси сопротивления», контролируемые Ираном, организовали атаки на израильскую территорию из Ливана, Сирии, Ирака и Йемена. В ответ Израиль и США атаковали проиранские силы и иранских советников по всему Ближнему Востоку.
В июне 2025 года конфликт перерос в открытое военное столкновение Израиля и Ирана.

## Контекст

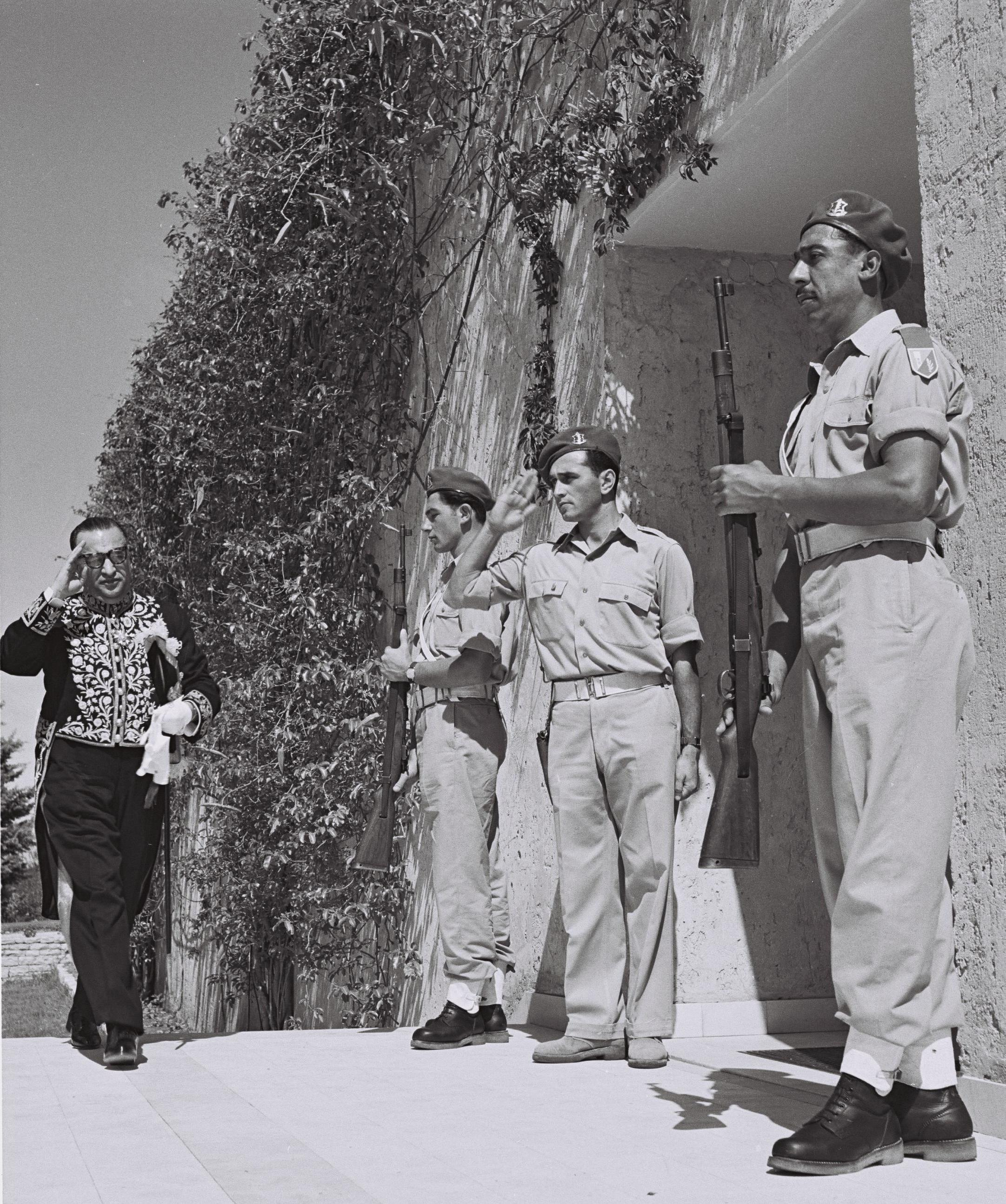
Иранский дипломат Реза Сафиния прибывает в резиденцию президента Израиля, 1950 год

С 1950-х годов и вплоть до исламской революции Иран и Израиль были союзниками. Как шиитско-персидское государство в регионе с преобладающим суннитским населением Иран стремился к тесным отношениям с Западом. В стране проводились масштабные социальные реформы, и Израиль, где в это время стремительно развивался технологический сектор, стал надёжным экономическим партнёром. Последний иранский шах Мохаммед Реза Пехлеви считал, что благодаря связям с Израилем он сможет получить поддержку Вашингтона и поможет развитию бизнеса в стране. Новосозданный Израиль в то время стремился получить признание в мусульманском мире и рассматривал Иран как идеального союзника. Концепция «периферийных государств», предложенная первым премьер-министром Давидом Бен-Гурионом, подразумевала, что при отсутствии контактов с пограничными государствами Израилю следует стремиться к установлению отношений с «соседями соседей». Помимо этого тесным отношениям способствовали географическое положение и экономический потенциал Ирана.
В 1979 году власть в Иране перешла в руки шиитского духовенства во главе с аятоллой Рухоллой Хомейни. Они получили контроль над шестой по размеру армией мира, $26 млрд золотовалютных резервов, нефтяной промышленностью, приносящей $105 млн в день. Однако сотрудничество с Израилем напрямую противоречило новой иранской идеологии. Хомейни не признавал за Израилем права на существование, считая страну «империалистической державой» Ближнего Востока. Хотя до революции антисемитские и антиизраильские взгляды в Иране не были распространены, новые власти обвинили Израиль в оккупации палестинских территорий, которые назвали исторически арабской территорией. Также сионизм был признан «расистской» идеологией, а в повседневной риторике иранские власти всё больше продвигали антизападную пропаганду. Вскоре Израиль стали называть «малым сатаной» из-за тесных связей с США. Иран заявил, что исламская революция не будет завершена, пока территории Палестины не будут освобождены от Израиля.
Несмотря на радикальную риторику со стороны Ирана, в первое десятилетие объём торговли между странами сохранялся. Помимо этого, Израиль открыто занял сторону Ирана во время ирано-иракской войны 1980—1988 годов, поставляя Ирану военную технику, обучая персонал, а также напрямую участвуя в военных действиях. Так, в 1981 году Израиль разбомбил иракский ядерный реактор Осирак в ходе операции «Вавилон». В 1982 году министр обороны Израиля Ариэль Шарон публично заявил, что страна продолжит продавать оружие Ирану, несмотря на его антиамериканскую позицию. Эта риторика сошла на нет только с окончанием ирано-иракской войны.

### Цели Ирана
Современная иранская идеология строится на двух основных принципах: противостояние сионизму и экспорт исламской революции. Иранский режим рассматривает Израиль как угрозу для всего человечества и бескомпромиссно отрицает его право на существование. Противостояние с Израилем описывается как «религиозный долг» мусульман.
Антиизраильской риторикой Иран стремится мобилизовать своё население и одновременно заявить о своём лидерстве в мусульманском мире. Иран также разрабатывает ядерное оружие и вкладывает средства в устойчивое развитие политической и военной базы власти среди шиитов и радикальных суннитских общин за пределами Ирана.
Союз проиранских акторов носит название «Ось сопротивления» или «Шиитский полумесяц». Численность «Оси» на конец 2023 года составляла около сотни тысяч боевиков, не учитывая вооружённые силы самого Ирана. «Ось сопротивления» не скреплена религиозным и идеологическим единством. Так, йеменские хуситы, как и Иран, придерживаются шиитского ислама — но другого его ответвления, зейдизма. При этом палестинские исламисты относятся к суннитской ветви ислама.

## Сторонники Ирана и предполагаемые прокси

### «Хезболла»

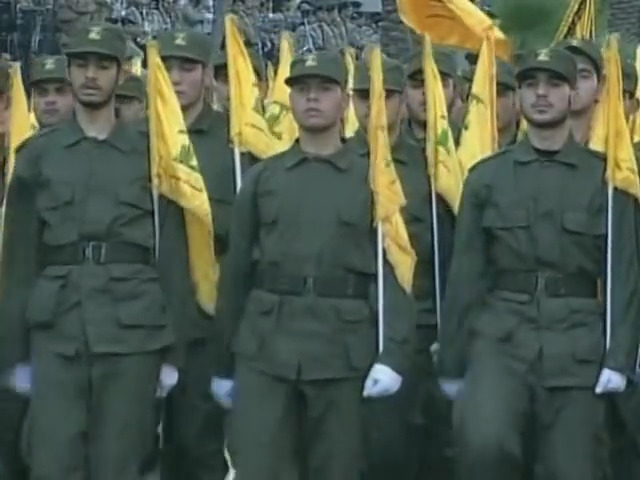
Бойцы «Хезболлы», 2006 год

Важнейшим сторонником Ирана в регионе является военизированная ливанская шиитская организация и политическая партия «Хезболла». Она публично заявляет о своей преданности Ирану и выступает за создание в Ливане единого исламского государства по иранскому образцу.
«Хезболла» была создана в 1982 году во время гражданской войны в Ливане. Тогда группировка впервые вступила в прямое военное столкновение с Израилем. Создание «Хезболлы» было профинансировано иранским правительством, обучением занимался Корпус стражей исламской революции. Во время Второй ливанской войны в 2006 году «Хезболла» снова вступила в противостояние с израильскими силами. «Хезболла» также финансировала и обучала палестинские группировки, которые наносили террористические удары по Израилю.
Бо́льшая часть бюджета «Хезболлы» завязана на Иран, в частности, финансирование идёт от Корпуса стражей исламской революции. Зачастую средства поступают через сирийских посредников. В 1994 году Иран отправлял «Хезболле» около $100 миллионов в год, а в 2017 году — около $800 миллионов. Иран также перенаправляет средства «Хезболле» через якобы частные благотворительные организации, которые де-юре ориентированы на «здравоохранение, образование и поддержку вдов военных».

### Силы народной мобилизации

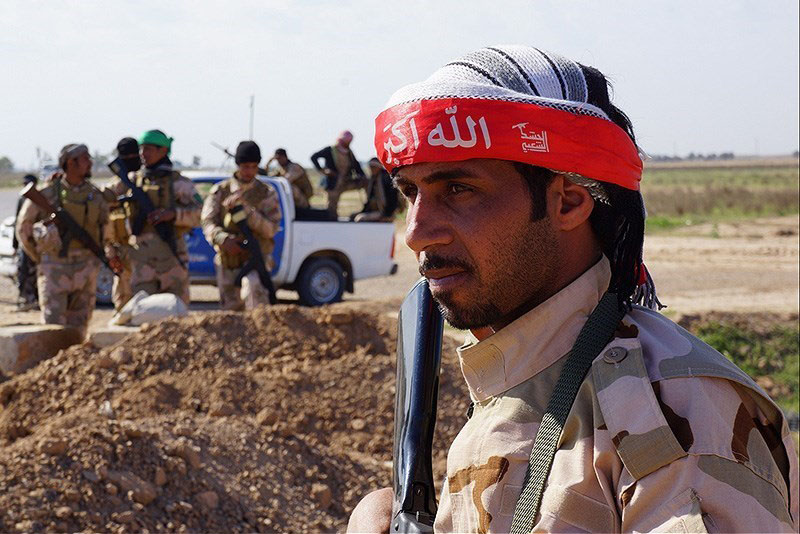
Бойцы «Хашд аш-Шааби» в 2015 году

Через поддержку иракских группировок в период иракской войны в 2003—2011 годах Иран стремился ограничить американское влияние и силы в регионе. Силы народной мобилизации (СНМ), известные как «Хашд аш-Шааби», — важнейшие прокси Ирана в Ираке, тесно интегрированные во все сферы жизни, включая вооружённые силы и правоохранительные структуры. Организация создана в 2014 году как коалиция из более чем 40 шиитских и христианских военизированных группировок, сражающихся на стороне иракского правительства против Исламского государства во время гражданской войны в Ираке. Хотя в коалиции были представлены группы с разными религиозными взглядами, лидерами движения оставались консервативные исламисты-шииты, тесно связанные с иранским режимом. По данным The National Interest, на 2018 год Корпус стражей исламской революции (КСИР) спонсировал примерно 80 % от 100 тысяч бойцов СНМ. В 2014 году СНМ сыграла решающую роль в освобождении Ирака от боевиков Исламского государства. В 2018 году СНМ были включены в состав иракских вооружённых сил.
В наибольшей степени иранской поддержкой пользовалось шиитское военное ополчение «Бадр», основанное в 1983 году и к февралю 2016 года насчитывающее около 20 000 боевиков. СНМ приобрела особую популярность после начала иракской войны.
Однако активное вмешательство Ирана во внутренние дела Ирака способствовало ухудшению отношения местного населения к Ирану. Это привело к дистанцированию некоторых важных шиитских блоков, включая партию «Дава», от Тегерана. В 2019 году в Багдаде прошли антиправительственные митинги, вызванные среди прочего недовольством проиранским влиянием в стране. Протесты были жестоко подавлены участниками «Хашд аш-Шааби» — по меньшей мере 15 человек погибли.

### Режим Башара Асада

Эмблема Национальных сил обороны Сирии

До падения режима Башара Асада в конце 2024 года Сирия являлась одним из долговременних союзников Ирана, их сотрудничество было основано на тактическо-стратегическом партнёрстве авторитарных режимов. Их совместными усилиям были сорваны поддерживаемые США мирные переговоры между Палестиной и Израилем.
Для Ирана поддержка режима Башара Асада имела важное значение, так как через аэропорт Дамаска в Ливан переправлялась значительная часть вооружения для «Хезболлы». Точный объём военной и финансовой помощи режиму Асада оценить тяжело. Иран снабжал Сирию нефтью по льготным ценам с 1982 года. В январе 2013 года сирийские государственные СМИ объявили о заключении с Ираном соглашения об открытии кредитной линии на миллиард долларов. Пять месяцев спустя сирийские официальные лица сообщили, что Иран предоставит Дамаску ещё одну кредитную линию в 3,6 миллиарда долларов «для финансирования закупок бензина и других нефтепродуктов». Помимо этого, Иран вёл подготовку представителей сирийских спецслужб, сотрудничал с Дамаском на уровне разведки для подавления народных восстаний, а также содействовал военизированным формированиям национальных сил обороны, помогавшим правительственным войскам во время гражданской войны.
Также Иран держал в Сирии свои элитные подразделения — Корпус стражей исламской революции (КСИР). Используя Сирию в качестве транзитного коридора, Иран смог со своими прокси выстроить масштабную военную инфраструктуру на юге Ливана для подготовки к новому конфликту с Израилем. С 2021 года проиранские ополченцы распространили своё присутствие на другие районы Сирии.

### Йеменские хуситы
В Йемене Иран поддерживает и финансирует движение хуситов — шиитскую боевую организацию, контролирующую территорию северного Йемена. Лозунг движения гласит: «Смерть Америке, смерть Израилю, Проклятие евреям, Победа исламу».
В конце 1980-х годов Иран наладил хорошие отношения с Йеменом после окончания Ирано-иракской войны. В начале 1990-х годов Иран обучал в религиозных учебных заведениях йеменских студентов. Среди этих студентов был Хусейн Бадруддин аль-Хуси, который впоследствии возглавил шиитское повстанческое движение в Йемене против местного правительства. Иран начал поддерживать повстанцев с начала 2000-х годов, предоставляя им оружие и финансовую помощь. Иранские ресурсы способствовали укреплению хуситов, которые в 2014 году инициировали прямое столкновение с поддерживаемыми Саудовской Аравией правительственными войсками. В ходе гражданской войны хуситы взяли под контроль столицу Сану и практически всю территорию Северного Йемена. Оружие Тегерана также позволило хуситам в 2019 году нанести удары вглубь территории Саудовской Аравии, в том числе и по гражданской инфраструктуре. Иран также способствовал налаживанию связей хуситов с «Хезболлой».

### Народный фронт освобождения Палестины

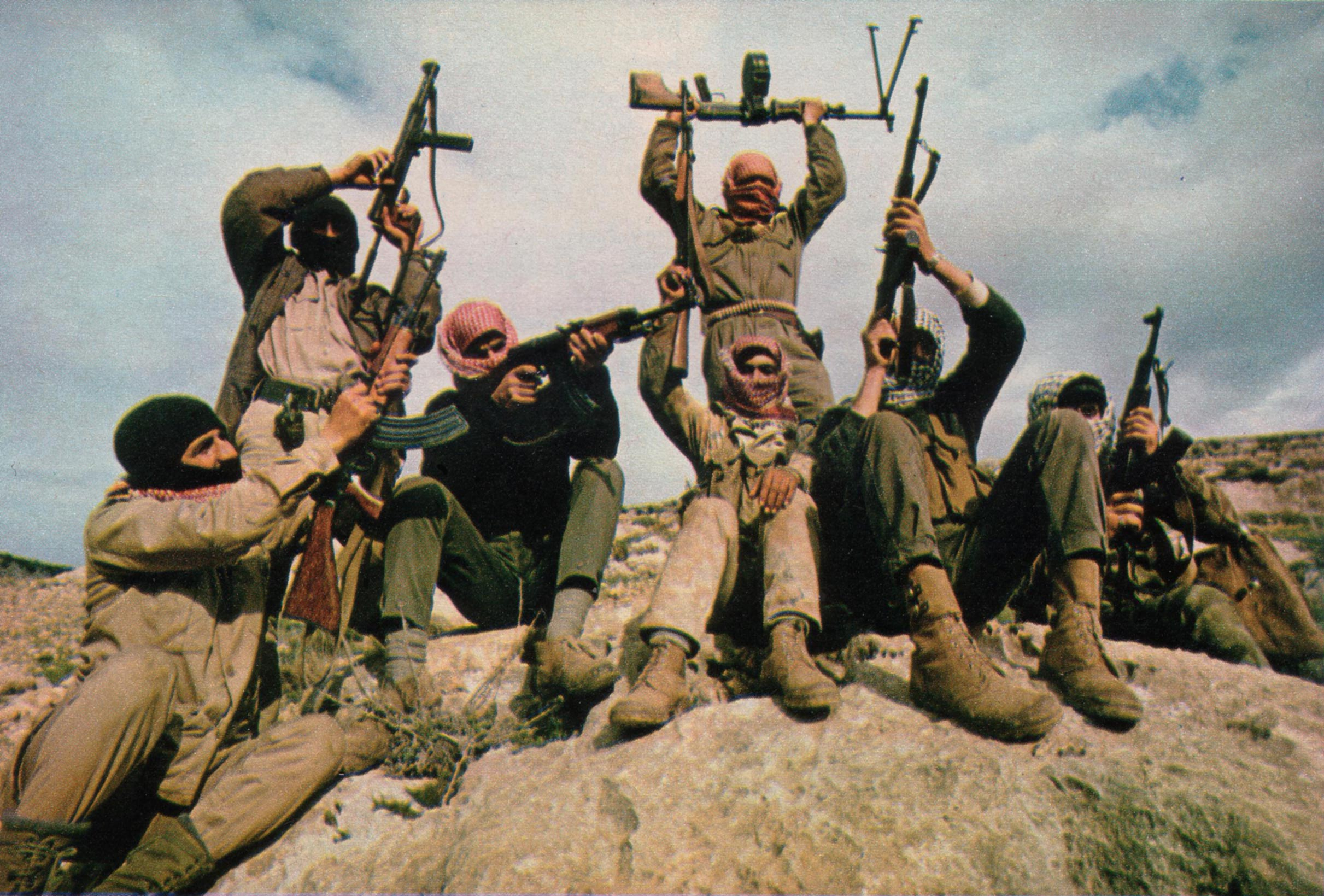
Палестинские боевики Народного фронта освобождения Палестины в 1969 году

Начиная с 1980-х годов Народный фронт освобождения Палестины (НФОП) активно сотрудничает с Ираном. Отношения улучшились после разногласий между ХАМАС и Ираном по поводу позиций в сирийской гражданской войне. Иран вознаградил НФОП за поддержку режима Асада финансовыми инвестициями. В 2018 году Народный фронт освобождения Палестины заявил, что движение стоит «в одном строю» с Ираном в противостоянии «американо-сионистскому врагу».

### ХАМАС

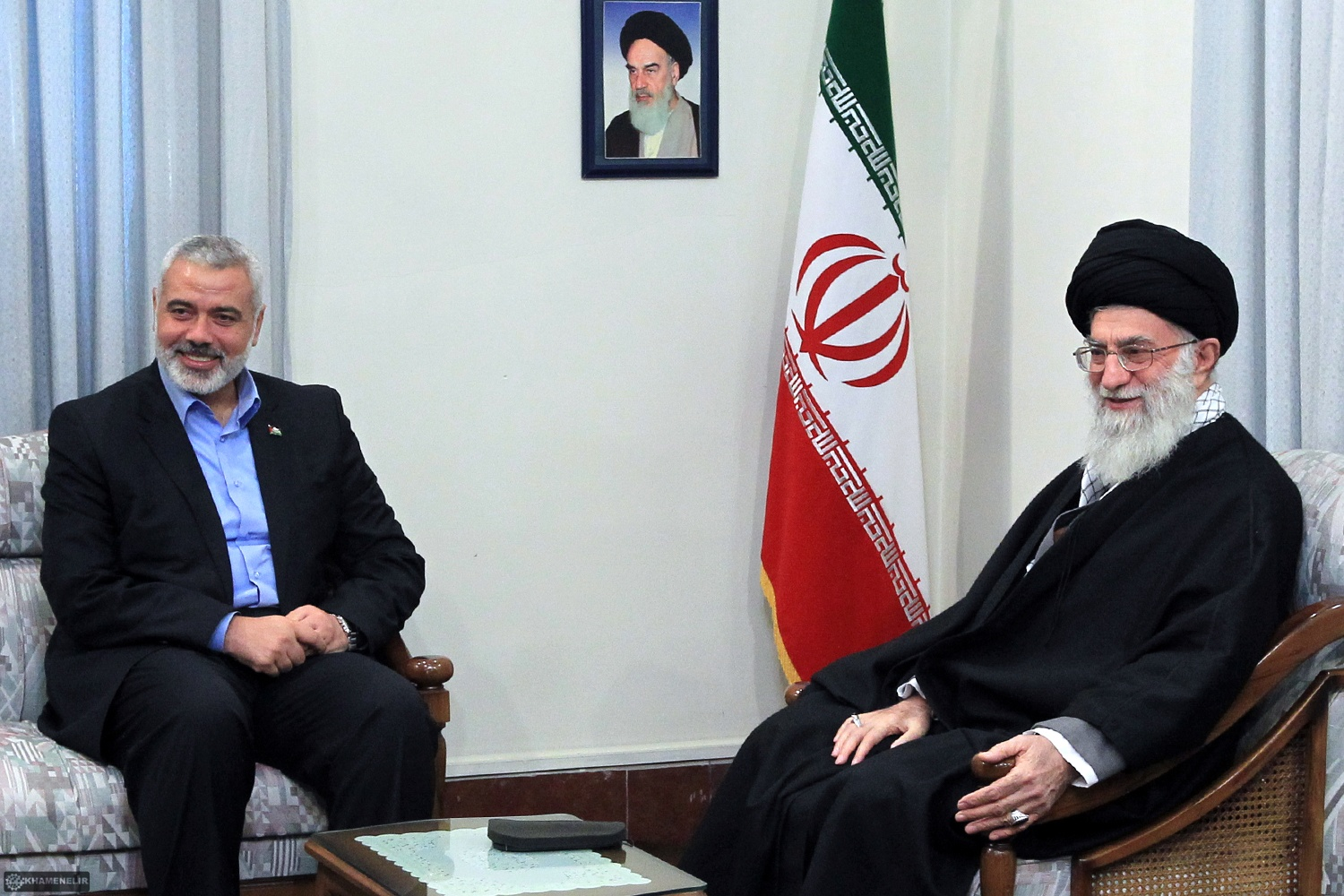
Глава ХАМАС Исмаил Хания и верховный лидер Ирана Али Хаменеи в 2012 году

Иран является важным спонсором ХАМАС. Иран предоставляет группировке финансовую помощь и оружие, а также занимается обучением боевиков. Благодаря этой поддержке ХАМАС в 1990-х годах и начале 2000-х годов активно вёл террористическую борьбу против Израиля. Но с началом гражданской войны в Сирии отношения между суннитским ХАМАС и Ираном значительно охладели, так как последний задействовал для поддержания режима Асада шиитские группировки, ранее противостоящие сунитскому отделению «Братьев-мусульман». Поддержка ХАМАС суннитских боевиков в Сирии привела к тому, что в 2012—2013 годах Иран заморозил бо́льшую часть финансирования группировки. ХАМАС нашёл поддержку в Турции и Катаре. Однако уже в 2014 году ХАМАС и Иран снова сблизились.
По данным американских и израильских спецслужб, финансирование Ираном ХАМАС выросло со $100 млн в год в 2020 году до $350 млн в 2023 году. Иранская помощь составляет около 70 % внешних поступлений ХАМАС.

### Палестинский исламский джихад
«Палестинский исламский джихад» был основан в конце 1970-х годов как радикальная исламистская организация, поставившая перед собой цель полного уничтожения Израиля. Начиная с 1980-х годов Иран активно поддерживал группировку, предоставляя боевикам обучение и посылая оружие. Однако с началом гражданской войны в Йемене в 2014 году, после того как ПИД не поддержал хуситов, отношения между Ираном и группировкой значительно ухудшились. В этом же году Иран поддержал отделение от ПИД небольшой радикальной группировки «Харакат Сабирин», которая вскоре стала главным получателем иранских средств вместо ПИД. Однако вскоре отношения между ПИД и Ираном снова наладились, и в 2016 году Корпус стражей исламской революции пообещал передать «Палестинскому исламскому джихаду» $70 млн. К 2019 году ПИД и ХАМАС являлись главными получателями иранских средств, в то время как «Харакат Сабирин» постепенно потеряло свою роль.

### Судан
Долгое время Судан считался прокси Ирана. Финансируя различные проекты в Судане, Тегеран глубоко внедрял проиранских акторов в службы безопасности страны. Судан регулярно разрешал иранским военным кораблям заходить в Порт-Судан, граничащий с Саудовской Аравией, что вызывало опасения у США.
Отношения значительно ухудшились в 2014 году, когда правительство Судана поддержало Саудовскую Аравию в кампании против поддерживаемых Ираном шиитских боевиков-хуситов в Йемене. В Судане был закрыт иранский культурный центр и остановлены все инвестиционные проекты.
Исследователи полагают, что экономическое давление, с которым столкнулся Судан, вызванное многочисленными военными конфликтами, санкциями США и, что наиболее важно, потерей нефти из-за отделения Южного Судана в 2011 году, побудило правительство пересмотреть свою политику в отношении Ирана. 4 января 2016 года власти Судана объявили о разрыве дипотношений с Ираном. После обострения израильско-палестинского конфликта в 2023 году страны возобновили дипломатические отношения.

## Сторонники Израиля

### США
США стали первой страной, де-факто признавшей независимость Израиля в 1948 году. Израиль является одним из немногих надёжных союзников США в регионе. Страны связывают сильные экономические отношения — ежегодная двусторонняя торговля достигает почти в $50 млрд. США также предоставляет ежегодную военную помощь Израилю на миллиарды долларов. Так, в 2020 году США выделили Израилю $3,8 млрд. Израиль является крупнейшим совокупным получателем иностранной помощи США: до февраля 2022 года США предоставили Израилю помощь в размере 150 миллиардов долларов США. Помимо финансовой и военной помощи, США оказывают масштабную политическую поддержку. В частности, США использует своё право вето в Совете Безопасности ООН для защиты Израиля. Так, в период с 1991 по 2011 год из 24 наложенных США вето, 15 были использованы в контексте и в поддержку Израиля.

### Саудовская Аравия
Саудовская Аравия считается ключевым соперником Ирана на Ближнем Востоке. Страны борются за региональное влияние и ведут борьбу посредством прокси-войн в Йемене, Сирии и Ираке. Израиль и Саудовская Аравия не имеют официальных дипломатических отношений, но сообщается об их закулисном сотрудничестве в борьбе против Ирана.
Предположительно, с помощью войны между Израилем и ХАМАС в 2023 году Иран пытался саботировать налаживание отношений между Израилем и Саудовской Аравией. 12 октября 2023 года наследный принц Саудовской Аравии Мухаммед ибн Салман Аль Сауд обсудил ситуацию между Израилем и сектором Газа с президентом Ирана Ибрахимом Раиси. 13 октября Саудовская Аравия раскритиковала Израиль за перемещение палестинцев из Газы и нападения на «беззащитных мирных жителей». 14 октября Саудовская Аравия приостановила переговоры о возможной нормализации отношений с Израилем.

### Азербайджан

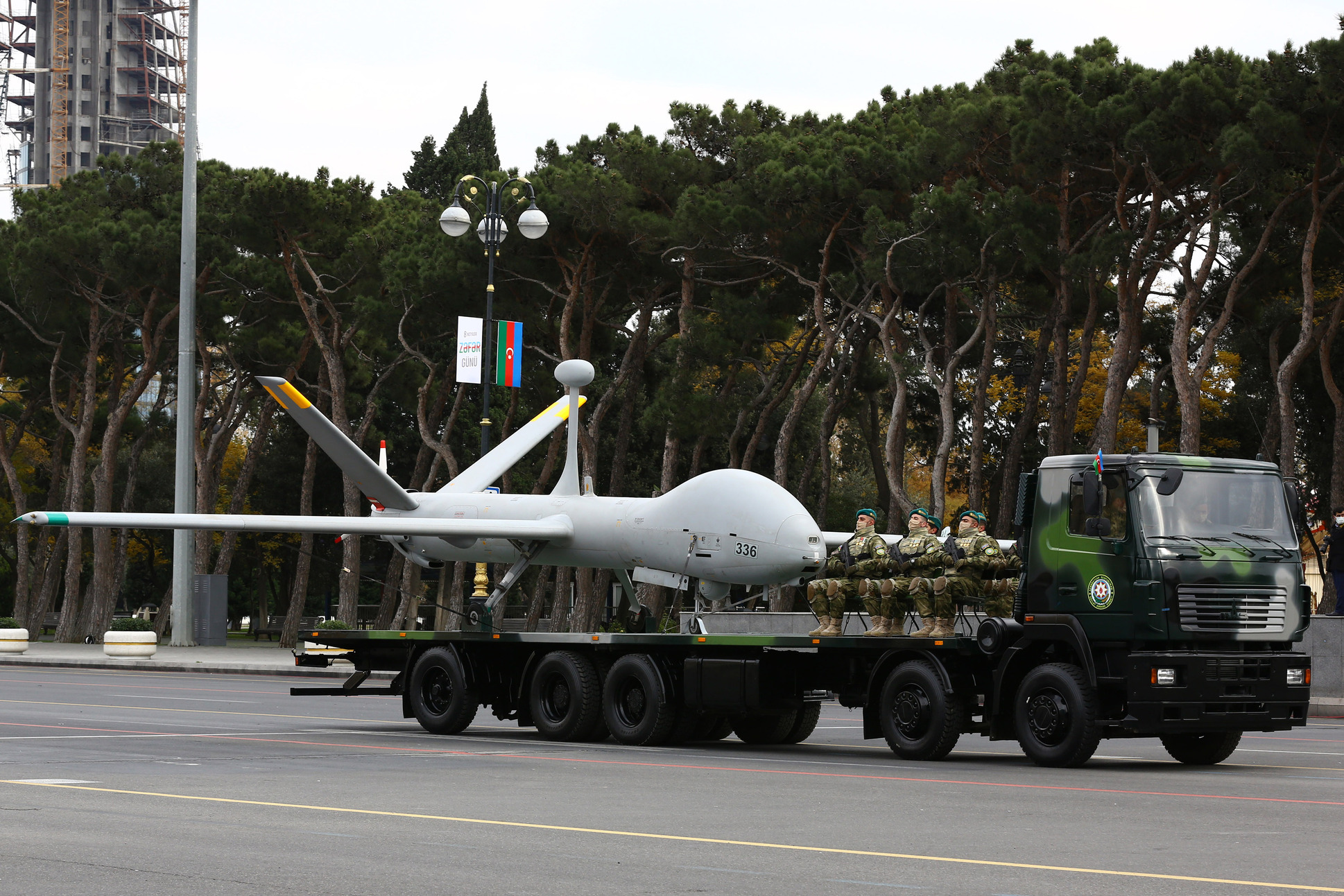
Состоящий на вооружении Азербайджана БПЛА Hermes 900 израильского производства на Параде Победы в Баку 10 декабря 2020 года

Азербайджан является единственной преимущественно шиитской страной, поддерживающей Израиль. Страны поддерживают дипломатические отношения с 1992 года. Израиль негласно помогал Азербайджану в его кампании по возвращению контроля над Нагорным Карабахом, поставляя ему мощное оружие накануне наступления в сентябре 2023 года. В период с 2017 по 2020 год до 60 % поставляемого в Азербайджан оружия приходилось на Израиль. Исследование Стокгольмского института исследования проблем мира показало, что с 2010 по 2020 год Азербайджан закупил у Израиля широкий спектр беспилотников, ракет и миномётов. При этом Израиль покупает до 65 % нефти из Азербайджана. Считается, что страны также обмениваются разведывательными данными об Иране. Азербайджан публично поддержал Израиль после атаки ХАМАС в октябре 2023 года.

### Роль России
Начиная с 2000-х годов Россия стремилась играть роль посредника в прокси-конфликте между Ираном и Израилем. С одной стороны, Россия активно поддерживала Иран, помогая с развитием ядерной программы, снабжая Тегеран оружием и оказывая дипломатическую поддержку в ООН. Также российские противотанковые средства сыграли значительную роль в операциях «Хезболлы» против Армии обороны Израиля во время войны в Ливане 2006 года.
Россия участвует в гражданской войне в Сирии на стороне режима Башара Асада с сентября 2015 года. Она, наряду с Ираном, помогла правительству Асада сохранить власть в стране. Одновременно с этим Россия выстраивала близкие отношения с Израилем. Долгое время Израиль оставался одним из главных партнёров России на Ближнем Востоке. В 2019 году Биньямин Нетаньяху даже начал предвыборную кампанию с билбордов, на которых пожимал руку Путину. В течение продолжительного времени Нетаньяху утверждал, что именно его «личная дружба» с Путиным удерживает Россию от активной поддержки Ирана, а также гарантирует невмешательство Москвы в ходе израильских ударов по иранским объектам в Сирии.

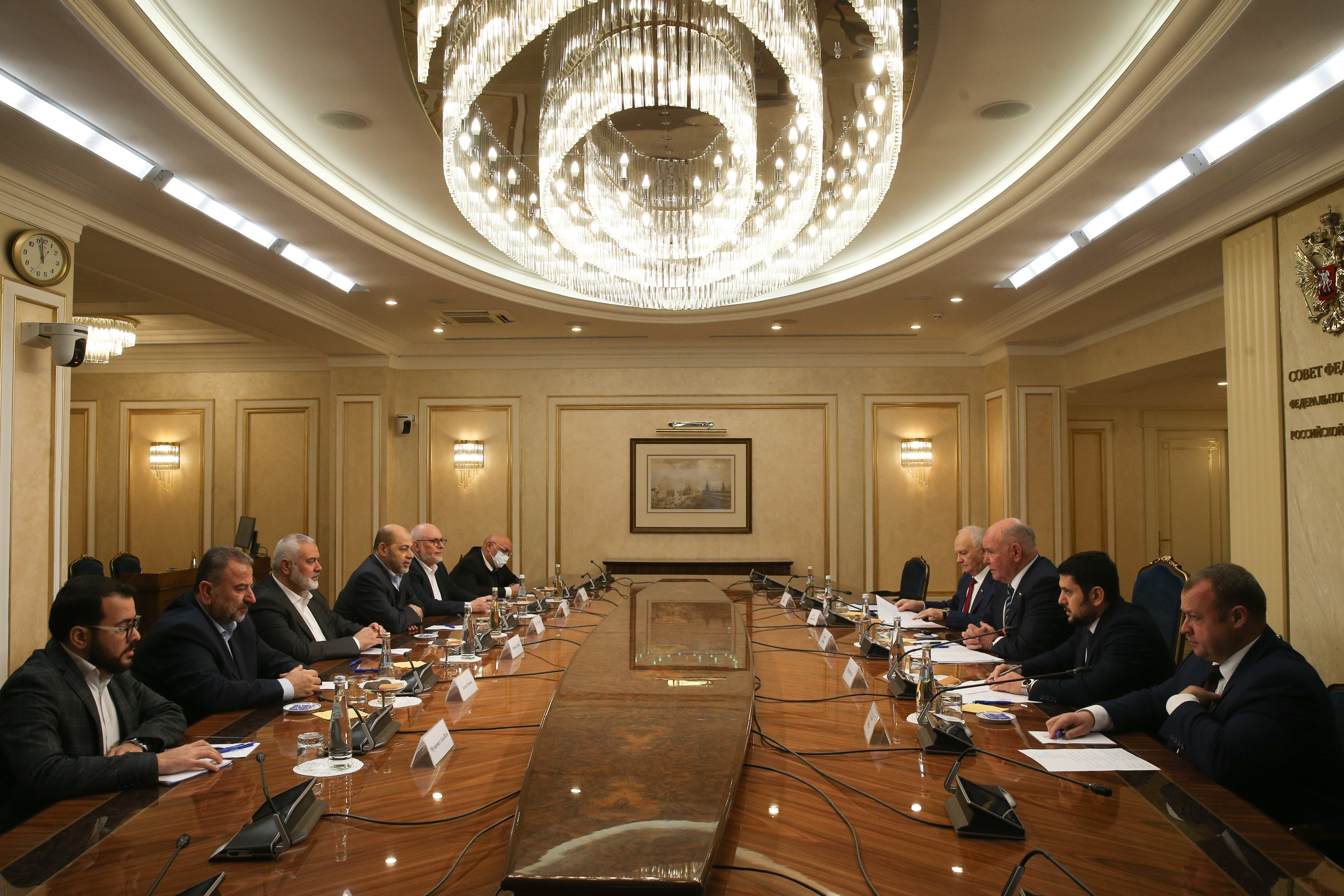
Делегация ХАМАС в Москве, 2022 год

После полномасштабного вторжения России в Украину и введения международных санкций отношения между Ираном и Россией значительно улучшились. В декабре 2023 года две страны даже подписали декларацию о противодействии санкциям. Также между странами был введён безвизовый режим. Иран поставляет России беспилотные летательные аппараты, используемые для атак по Украине, бронежилеты, каски, снаряды, ракеты для систем залпового огня и патроны.
После атаки ХАМАС на Израиль в октябре 2023 года Владимир Путин заявил, что Россия выступает за создание независимого Государства Палестина со столицей в Восточном Иерусалиме. Российская финансовая система использовалась для транзакций в интересах ХАМАС. Так, накануне вторжения в Израиль в группировка получила несколько миллионов долларов через московскую криптобиржу. Лидеры ХАМАС неоднократно посещали Москву по приглашению президента Путина, в том числе и сразу после нападения на Израиль. С осени 2023 года Россия активно критикует действия Израиля в ходе войны в секторе Газа. Израильский постпред Гилад Эрдан обвинил Москву в том, что она воспользовалась нападением ХАМАС в собственных корыстных целях и попыталась «отвлечь внимание мира» от вторжения в Украину. По мнению экспертов, это является индикатором того, что Москва всё больше солидаризируется с исламскими странами Ближнего Востока.

## Хронология событий
Противостояние между Ираном и Израилем рассматривается как «гибридный» конфликт или прокси-война — стороны избегают прямых столкновений, предпочитая использовать сторонников для ведения борьбы в военной, информационной и дипломатических сферах. При этом в рамках прокси-войны участники могут наносить удары противнику по мере своих возможностей. Так, иранские ракеты вряд ли могут преодолеть израильскую ПВО, поэтому удары по территории Израиля могут наносить проиранские силы в Палестине, Ливане и Сирии. Похожую стратегию Иран использует и в отношении США. Израиль, в свою очередь, ведёт активную борьбу с Ираном на четырёх фронтах: предотвращает развитие ядерной программы, препятствует созданию иранских баз в Сирии и Ливане, противостоит попыткам вооружения ХАМАС и «Хезболлы» высокоточными ракетами, а также ведёт борьбу на морском фронте, нанося удары по иранским кораблям с оружием.

### Иран и Организация освобождения Палестины (1980-е годы)
В период иранской монархии Организация освобождения Палестины (ООП) оказывала поддержку оппозиционным шиитским группировкам, лидером которых был аятолла Хомейни. В 1970-х годах многие иранские диссиденты проходили подготовку в лагерях ООП в Ливане и даже присоединялись к палестинским группировкам для борьбы с Израилем. Некоторые из этих добровольцев потом вернулись в Иран для участия в революции.
ООП поддержала Исламскую революцию, посчитав её результаты «вдохновляющими» — если Хомейни смог победить поддерживаемую США монархию, то Палестина также сможет добиться победы над Израилем. Лидер ООП Ясир Арафат стал первым иностранным лидером, посетившим Иран после свержения монархии. Во время его визита 17 февраля 1979 года иранский премьер-министр Мехди Базарган передал Арафату ключи от здания бывшего израильского посольства в Тегеране. Это стало символом про-палестинской позиции новых иранских властей. Улица перед посольством была также переименована в «Палестинскую улицу». Во время своего визита Арафат также посетил ряд других городов Ирана для открытия там местных филиалов ООП.
В начале ирано-иракской войны Ясир Арафат пытался выступить посредником между Саддамом Хусейном и Хомейни. Арафат опасался, что война отвлечёт внимание палестинцев от борьбы с Израилем. 20 сентября 1980 года Арафат лично побывал в Багдаде и Тегеране, однако его усилия не увенчались успехом. После начала боевых действий Арафат встал на сторону Ирака. Несмотря на это, иранские лидеры продолжили поддерживать тесные связи с Организацией освобождения Палестины и публично выражали поддержку идеи палестинской автономии.

### Борьба за влияние в Ливане

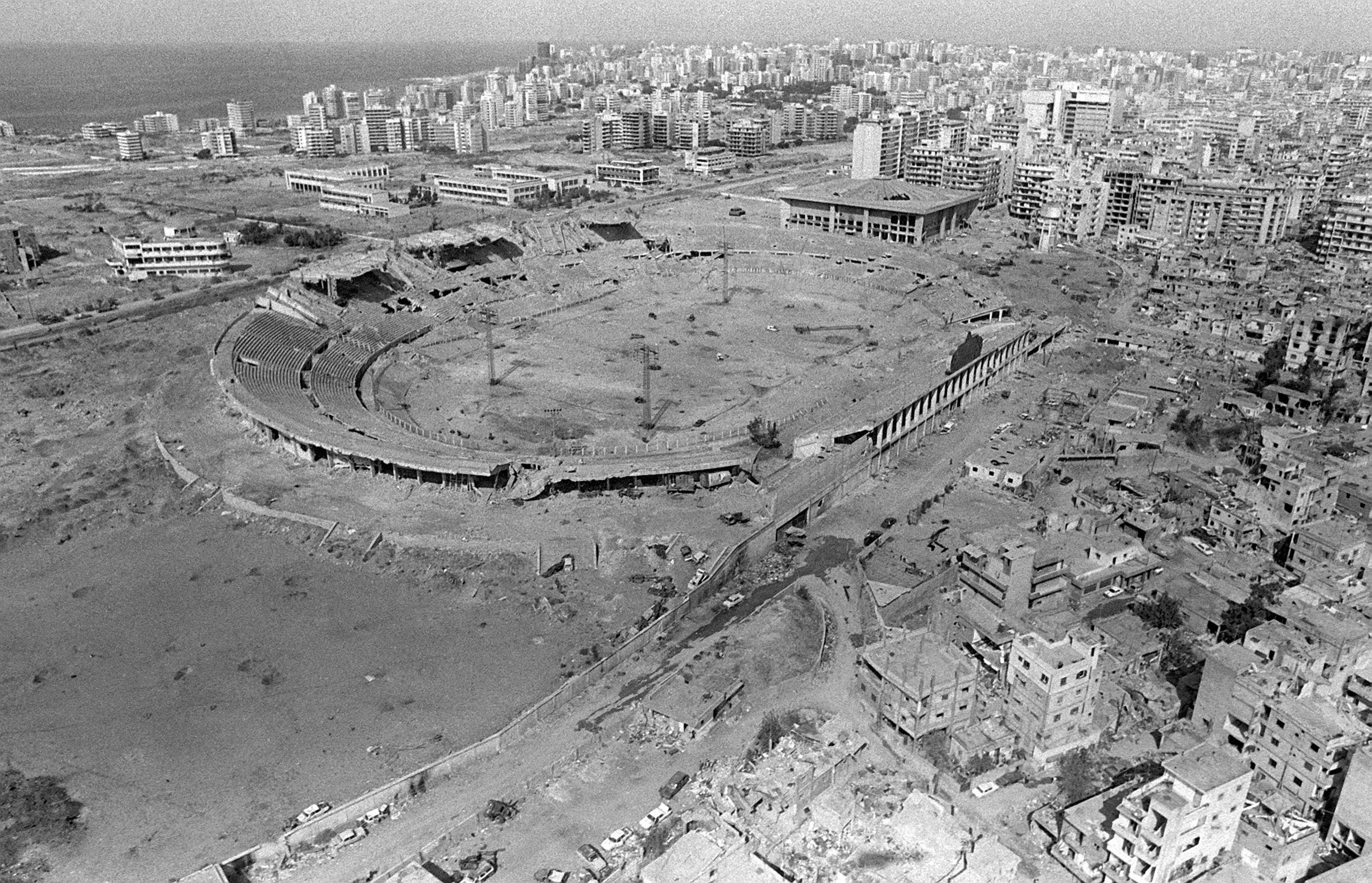
Стадион в Бейруте, использовавшийся ООП как место снабжения боеприпасами во время конфронтации с Израилем, 1982

Ливан стал первым государством, где Иран применил стратегию экспорта исламской революции. Этому способствовали хаос гражданской войны (1975—1990) и присутствие на юге страны с начала 1970-х годов проиранских военных формирований ООП, которые, в том числе, принимали и участие в ливанской гражданской войне. ООП сражались вместе с коалицией левых сил, в основном мусульман и друзов, против группировок правых ополченцев, представленных католиками-маронитами («Катаиб»).
В 1982 году Израиль начал в Ливане наземную операцию «Мир Галилеи». Поводом послужило покушение на израильского посла в Лондоне в июне 1982 года. Министр обороны Ариэль Шарон принял решение вытеснить ООП из Ливана и создать в стране произраильское правительство под руководством Башира Жмайеля. Однако в 1982 году Жмайель был убит, а сами операция Израиля в глазах международного сообщества серьёзно дискредитирована, когда произраильская группа «Катаиб» убила более 800 мирных жителей в атаке на лагеря беженцев в предместьях Бейрута. В результате ЦАХАЛ начал постепенно отступать, сосредоточившись на юге Ливана, который контролировал Ливанский фронт. Вскоре лидеры ливанской шиитской общины обратились за помощью к Ирану, и Хомейни отправил в Ливан элитное подразделение — Корпус стражей исламской революции.
В 1983 году в Ливане была основана «Хезболла» — военизированная ливанская шиитская организация, выступающая за создание в Ливане исламского государства по иранскому образцу. Боевиков поддержал Иран, который стремился объединить шиитские группировки Ливана, и сирийский режим Хафеза Асада, который хотел выстроить союз с Ираном и сохранить своё влияние в Ливане.

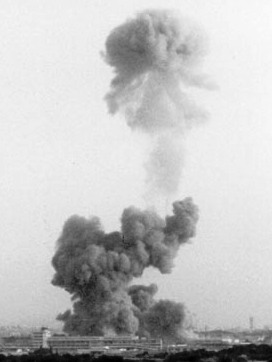
Взрыв американских казарм в Бейруте, 23 октября 1983 года

Израильская оккупация в Ливане придала легитимности и популярности «Хезболле». Группировка активно призывала мирное население к участию в военном джихаде. Духовный лидер «Хезболлы» шейх Фадлалла назвал теракты террористов-смертников «высшей формой жертвоприношения» и утверждал, что иностранная оккупация Ливана оправдывает такие средства. За реализацию джихада отвечали подразделения Имада Мугнии. Используя свои связи с ООП, Мугния закупал у главы ООП Арафата взрывчатку. Под его началом в 1982 году Хезболла" организовала взрыв у штаб-квартиры ЦАХАЛ в Тире (погибло 75 человек), в 1983 году — взрыв в американском посольстве в Бейруте, в казармах миротворцев и у здания военно-морских сил Франции в Бейруте (более 350 погибших). Атаки на тот момент стали крупнейшей террористической операцией в новейшей истории, а взрывы — самыми мощными неядерными взрывами после Второй мировой войны.
С 1985 года взрывы террористов-смертников стали наиболее распространённой формой террора среди поддерживаемых Ираном суннитских и шиитских военных групп. Только «Хезболла», по данным ЦРУ, за девять месяцев 1985 года организовала по меньшей мере 24 террористических нападений.
Израиль начал выводить свои войска из Ливана только в 1985 году, хотя неудачные попытки мирных переговоров предпринимались ещё в 1983 году. Так как Израиль сохранил небольшую часть войск в буферной зоне на юге Ливана, Хезболла в дальнейшем позиционировала себя как «группа сопротивления». И продолжала получать финансовую помощь Ирана для подготовки своих бойцов и создания более продвинутой системы вооружения. В 1992 году организация впервые приняла участие в ливанских выборах и в последующие два десятилетия стала одной из крупнейших политических сил в стране.

### Вывод израильских войск из Южного Ливана (1985)
«Хезболла» продолжила обстреливать и атаковать оставшиеся израильские части на юге Ливана. В арсенале группировки были советские противотанковые ракеты. Иран продолжал спонсировать «Хезболлу» и подготавливать инфраструктуру для будущего конфликта между Ливаном и Израилем. Для этого иранское посольство в Бейруте привезло в страну северокорейских инженеров, построивших сложную сеть туннелей, бункеров и хранилищ на юге страны. В домах местных жителях и общественных учреждениях, включая мечети, были размещены ракетные установки.
Столкновение двух военно-транспортных вертолётов Sikorsky CH-53 в небе над мошавом Шеар-Яшув в северном Израиле 4 февраля 1997 привело к гибели 73 израильтян. За короткий период 1997—1999 годов подразделение «Хезболлы» № 910 убило одного израильского бригадного генерала, двоих полковников и двух подполковников. 28 февраля был убит Эрез Герштейн — командующий подразделением связи ЦАХАЛ в Ливане. Присутствие израильских солдат в Ливане и крупные потери стали вызывать всё больше недовольства среди населения, СМИ начали описывать Ливан как «израильский Вьетнам».
Перед израильскими выборами в мае 1999 года премьер-министр Израиля Эхуд Барак пообещал, что в течение года все израильские войска будут выведены из Южного Ливана. После победы его партии «Авода» на выборах Барак начал проводить серию мирных переговоров с сирийским президентом Хавезом Асадом при участии американской стороны. Иран и «Хезболла» выступали против переговоров — это нарушило бы поставки оружия «Хезболле» через аэропорт Дамаска. Для срыва переговоров «Хезболла» активировала нападения на израильские войска и обстрелы территорий. В итоге переговоры прекратились, и 25 мая 2000 года Барак приказал вывести израильские войска с территории Ливана в одностороннем порядке. Военная инфраструктура Израиля была захвачена боевиками «Хезболлы». Во время массового митинга в честь победы в Бинт-Джабале Хасан Насралла описал уход ЦАХАЛа как «божественную победу» и заявил, что «Израиль слабее паутины».

### Подрыв израильско-палестинских соглашений

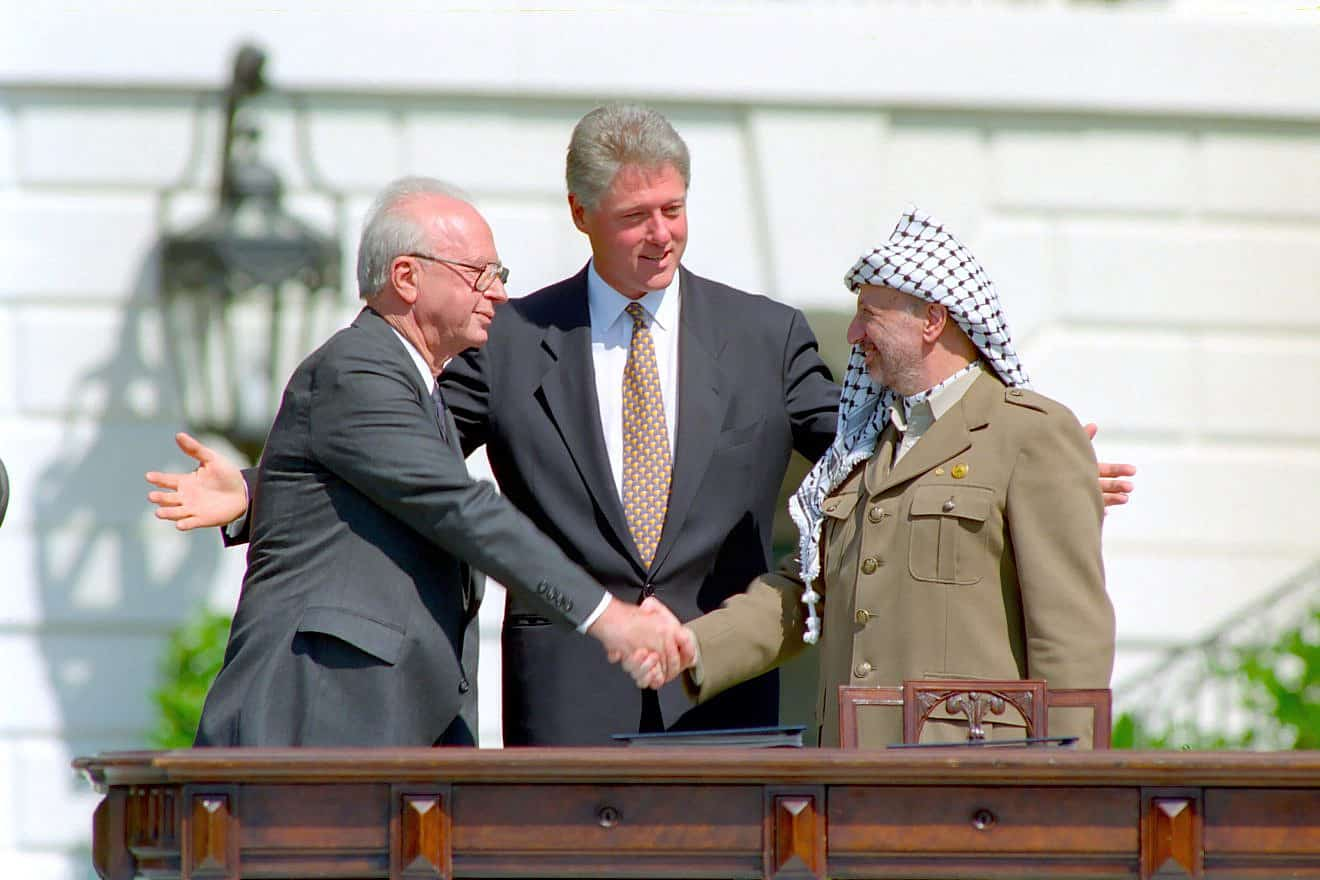
Ицхак Рабин, Билл Клинтон и Ясир Арафат в ходе заключения Соглашений Осло, 13 сентября 1993 года

Вывод ЦАХАЛ из Ливана рассматривался Ираном как промежуточная победа в рамках прокси-войны с Израилем. Однако план Ирана был шире и ставил целью сорвать инициированные в 1991 году США мирные переговоры в Мадриде между Израилем и Палестиной. Подписание соглашений могло бы иметь разрушительные последствия для Ирана, так как они могли означать провал доктрины об экспорте исламской революции. Глава ООП Ясир Арафат поддерживал мирный процесс. Иранское правительство обвинило его в «измене палестинскому народу» и начало поддерживать оппозиционные ООП группировки. Иран предоставлял финансовую и логистическую поддержку военному и политическому крыльям Народного фронта освобождения Палестины (НФОП), имел связи с Демократическим фронтом Освобождения палестины (ДФОП), Организацией Абу Нидаля и базирующейся в Сирии Ас-Сайка. Также значительная финансовая помощь оказывалась организации Палестинского исламского джихада (ПИД) и созданному в 1987 году ХАМАС. В 1991 году ХАМАС открыла свой офис в столице Судана Хартуме и приняла участие в спонсируемых Ираном серии террористических атак в Африке.
Не сумев предотвратить израильско-палестинские переговоры, Иран изменил свою стратегию и начал подрывать переговоры с помощью вооруженных действий и актов насилия. С помощью спонсирования и координации террористических групп Иран стремился подорвать работу американских групп и ослабить Израиль. В 1991 году Парламент Ирана проголосовал за выделение поддерживаемым организациям в Палестине $20 млн.
Начиная с 1991 года Палестинский исламский джихад и ХАМАС неоднократно атаковали израильских военных и гражданских лиц. Когда в декабре 1992 года были убиты и похищены израильские солдаты и охранники пограничной полиции, Израиль депортировал в Южный Ливан 415 палестинских жителей пограничных территорий. «Хезболла» учредила учебный центр рядом с лагерями беженцев, где палестинцам предлагались занятия по террористической деятельности, включая изготовление бомб, обучение коммуникации и шифрованию.
Это не предотвратило подписание соглашений «Осло I» в сентябре 1993 года. Подписание шокировало как Иран, так и проиранские палестинские прокси. В начале 1994 года иранские лидеры согласились, что соглашение представляет собой экзистенциальную угрозу для Ирана. Корпус стражей исламской революции и ХАМАС начали серию атак террористов-смертников на израильское мирное население. Основной целью было обострить ситуацию настолько, что израильтяне и палестинцы не смогли бы достичь соглашения. В результате атак к середине 1996 года сотни израильтян погибли или получили ранения. В середине 1995 года количество нападений было настолько высоко, что некоторые представители Израиля начали обсуждать возможность построения разделительного забора для предотвращения проникновения джихадистов в Израиль.
Одновременно с этим растущая поддержка мирного процесса среди палестинского общества привела к расколу среди лидеров ХАМАС, часть из которых начала призывать к примирению с ООП. Чтобы укрепить решимость палестинских союзников, Иран в июне 1996 года организовал саммит, на котором присутствовали представители «Хезболлы», ПИД и ХАМАС. На встрече Иран убедил группировки в своей финансовой поддержке.
К 1998 году, когда мирный процесс переговоров несколько застопорился, Иран снова выразил решимость саботировать переговоры «Осло». В 1999 году стало известно, что базирующиеся в Иордании лидеры ХАМАС Халед Машаль и Ибрагим Гоше отправились в Тегеран для переговоров о подрыве Соглашений Осло. ЦРУ убедило иорданского короля Абдалла II ибн Хусейна арестовать их по возвращению. После непродолжительного заключения в ноябре все трое были высланы в Катар, который вскоре стал новым центром палестинских исламистов.
Признавая, что взрывы террористов-смертников оставили мирный договор «Осло» в «критическом состоянии», лидеры Европейского союза призвали к «практическим шагам по борьбе с терроризмом и защите ближневосточного мирного процесса», а Европейский парламент выразил протест по поводу поддержки Ираном терроризма и призвал «международное сообщество положить конец такой деятельности». Однако начиная к 1999 году Ясир Арафат поменял свою позицию и снова начал выступать с антиизраильскими заявлениями, отрицая права евреев на присутствие в Иерусалиме. В 2000 годы, в ходе переговоров в Кэмп-Дэвиде II, стороны так и не смогли достигнуть соглашения — несмотря на предложения Израиля о возвращении к границам 1967 года и организации палестинской столицы в Иерусалимском районе Абу-Дис, Арафат отказался. Большую роль в этом сыграли организованные при поддержке Ирана террористические атаки и ответные действия Израиля.

### Сирия и поддержка «Хезболлы» (2000—2006)

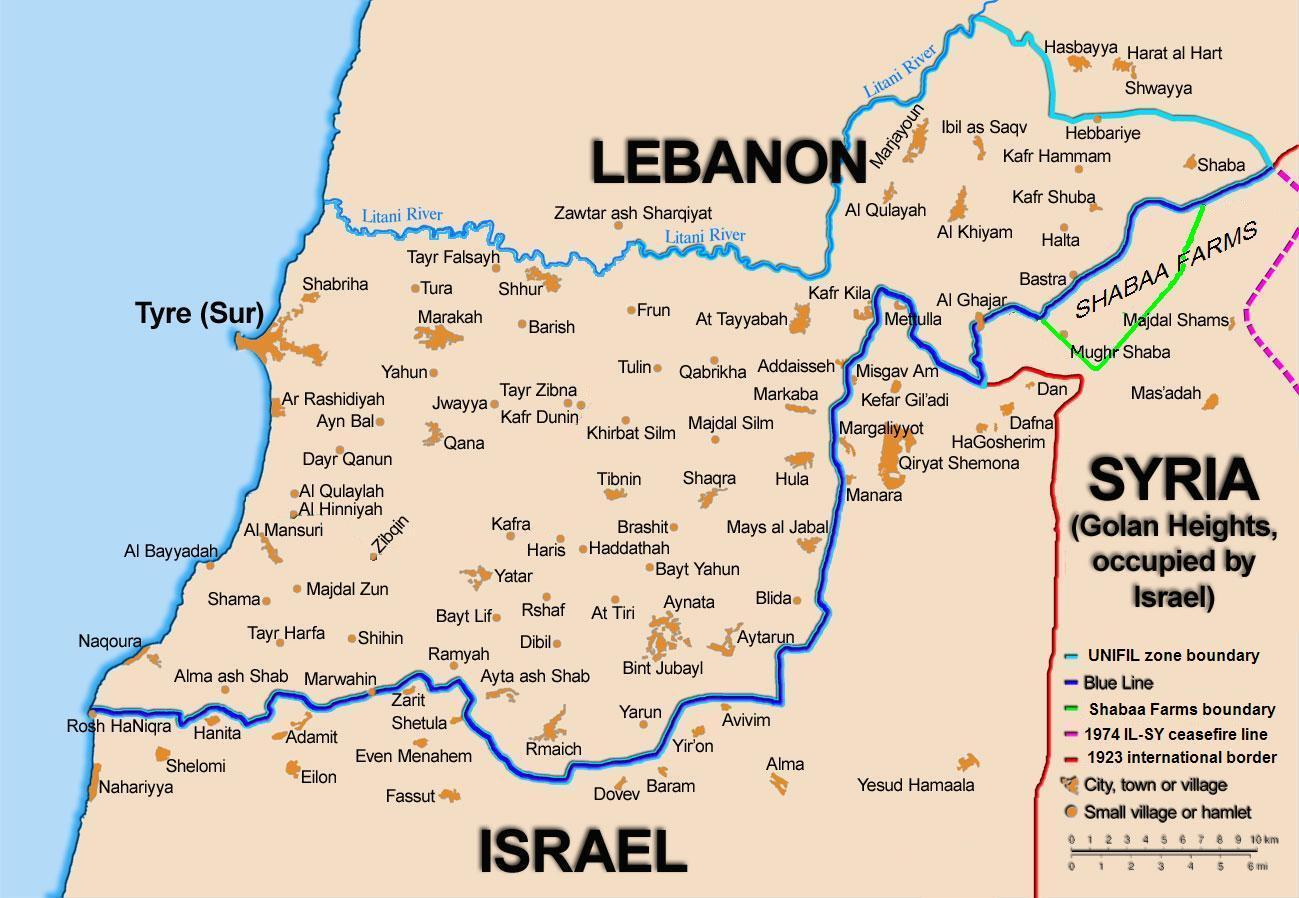
Иллюстрация резолюции Совета Безопасности ООН 425. Синяя линия — ливано-израильская граница; голубая — расширение территории

После вывода израильских войск «Хезболле» нужно было оправдать поставки вооружения из Ирана в глазах ливанского народа. Израильтяне утверждали, что вывод войск из Ливана осуществлялся в соответствии с Резолюцией ООН № 425 от 1978 года. Резолюция призывала к полному выводу войск из Ливана, и Израиль попросил ООН утвердить границы по картам 1948 года. Изучив около 80 карт, картографы ООН утвердили новую границу, известную как «синия линия». Фермы Шебаа — небольшая полоска земли была населённой ливанцами частью Сирии до Шестидневной войны 1967 года и осталась за пределами синей линии. Иранцы призвали «Хезболлу» оспорить границы и использовать политическое влияние, чтобы оказать давление на сопротивляющееся ливанское правительство, чтобы оно могло также претендовать на территорию. Группировка начала активно использовать диспут о границе как причину для решения не разоружаться.
Одновременно с этим лидер «Хезболлы» Насрала столкнулся с давлением со стороны семей, чьи сыновья были заключены в израильских тюрьмах. Поэтому «Хезболла» спланировала похищение военнослужащих ЦАХАЛ, чтобы впоследствии обменять их на боевиков. Так, 12 июля 2000 года «Хезболла» похитила трех израильских солдат, патрулирующих около ферм Шебаа. В ответ правительство Барака организовало бомбардировки Ливана, в результате которых некоторые районы страны остались без электричества. При этом Израиль в этот период не был заинтересован в новой конфронтации с «Хезболлой» — с 2002 по 2005 год в секторе Газа бушевала первая интифада, требующая военного вмешательства ЦАХАЛ. В 2004 году Израиль обменял 435 военнопленных, включая двух высокопоставленных чиновников «Хезболлы» Мустафы Дирани и Шейха Абд эль-Карима Убейда на тела трёх солдат, патрулирующих ферму Шееба. 27 мая 2006 года «Хезболла» обстреляла Израиль, на что Израиль ответил бомбардировками. За 6 лет после вывода войск ЦАХАЛ из Ливана «Хезболла» при помощи Ирана осуществила 64 нападения на Израиль.

### Вторая ливанская война (2006 год)

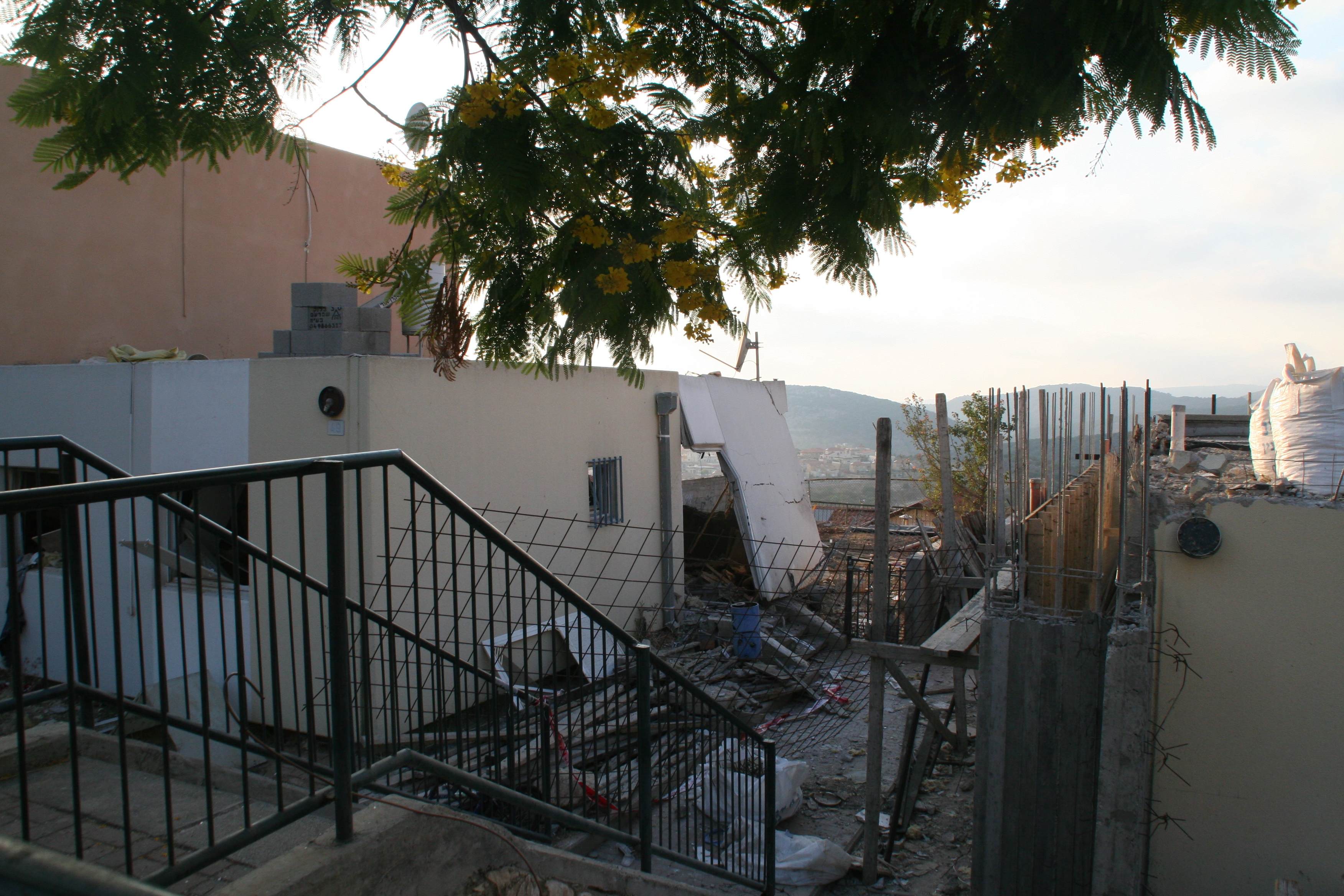
Дом в Маалоте (Израиль) после попадания ракеты

В 2006 году началась Вторая ливанская война. Чтобы ликвидировать ракетные комплексы «Хезболлы», ЦАХАЛ провёл ограниченную военную операцию в Ливане. Действуя из туннелей и бункеров, боевики Хезболлы повредили 48 израильских танков и уничтожили ещё пять. Погибло 120 солдат и 45 мирных жителей. Ещё около 400 мирных жителей Ливана погибли в результате ударов, направленных на уничтожение иранских ракет Фаджр, спрятанных в частных домах и общественных зданиях. Международное сообщество подвергло Израиль жёсткой критике, поэтому правительство приняло решение прекратить операцию.
Иран активно помогал «Хезболле» во время войны. Так, предположительно боевики КСИР контролировали атаку «Хезболлы» на израильский корвет с помощью противокорабельной ракеты С-802. В результате атаки военный корабль был серьёзно поврежден, четыре члена экипажа погибли.
Несмотря на человеческие жертвы и значительный материальный ущерб, Насралла заявил о победе в войне. Однако руководство «Хезболлы» осознало, что в случае крупномасштабной войны с Израилем группировка не сможет одержать победу. Поэтому «Хезболла» изменила свою тактику — с этого момента группировка стремилась к небольшим столкновениям с Израилем, которые не будут причинять критического ущерба инфраструктуре организации.

### Вторая интифада (2002—2005)
Иран активно поддерживал палестинские группировки, включая ООП и ХАМАС, во время интифады Аль-Аксы. 1 июня 2002 года на секретной встрече в Тегеране иранская сторона предложила комплексный план обучения палестинских исламистских боевиков в лагерях в ливанской долине Бекаа. Кроме того, осуществлялась вербовка раненых палестинцев, проходящих лечение в иранских военных госпиталях. «Хезболла» использовала свою географическую близость для сбора разведданных о действиях израильской армии. В начале интифады Иран выделил палестинским группировкам более миллиона долларов.
Иран также помогал отправкой и контрабандой оружия. На иранские средства было организовано множество террористических атак с участием смертников. Чаще всего террористы-смертники атаковали муниципальные автобусы, автовокзалы, рестораны и даже открытые рынки. Для сокращения нападений Израиль начал строительство разделительной стены с Западным берегом. Всего к 2006 году было построено 362 км забора. В 2005 году Израиль начал планировать вывод своих войск из сектора Газа. Иран высказал поддержку этим планам, приказав представителям «Хезболлы» и ХАМАС снизить активность джихадистов до минимума.
В 2006 году Иран поддержал ХАМАС в захвате контроля над сектором Газа, что привело к противостоянию с ООП, находившей поддержку у значительной части палестинского населения. После получения полного контроля над сектором Газа ХАМАС приступил к созданию мини-государства, ориентируясь на модель «Хезболлы».

### Операция «Литой свинец» (2008—2009)
В конце декабря 2008 года Израиль начал военную операцию «Литой свинец» в секторе Газа, чтобы уничтожить военную инфраструктуру ХАМАС. Решение Израиля начать вторжение оказалось неожиданным как для ХАМАС, так и для Ирана. ХАМАС использовал гражданские объекты для защиты своих ракетных установок. Выстроенная в секторе Газа сеть туннелей позволила боевикам перемещаться под землей, не рискуя быть разоблачёнными израильскими военными. ВВС Израиля использовали высокоточные бомбы для уменьшения жертв среди гражданского населения. В результате операции Израиль потерял трёх мирных жителей и 110 солдат, потери среди палестинцев составили 1300 человек.
Иран и «Хезболла» начали активную информационную кампанию для привлечения общественного внимания к «зверствам Израиля». Группировки манипулировали использованием международного права, и многие страны, игнорируя использование ХАМАС живых щитов, выступили против Израиля. Иран также продвигал идею, что, в отличие от Саудовской Аравии и Египта, которые также являются сторонниками Палестины, он оказывает реальную помощь.
Несмотря на экономический ущерб сектору Газа в размере $1,9 млрд, ХАМАС заявил о своей победе. Израиль также заявил, что достиг всех своих целей во время операции. После Иран решил наладить более тесные связи между «Хезболлой» и ХАМАС, чтобы предотвратить повторение допущенных ошибок. В 2018 году стало известно, что ХАМАС поддерживает практически постоянный контакт с «Хезболлой». Иран также начал поставлять ХАМАС через порт в Судане до 120 тонн оружия и взрывчатки ежегодно.

### Гражданская война в Сирии (с 2011)

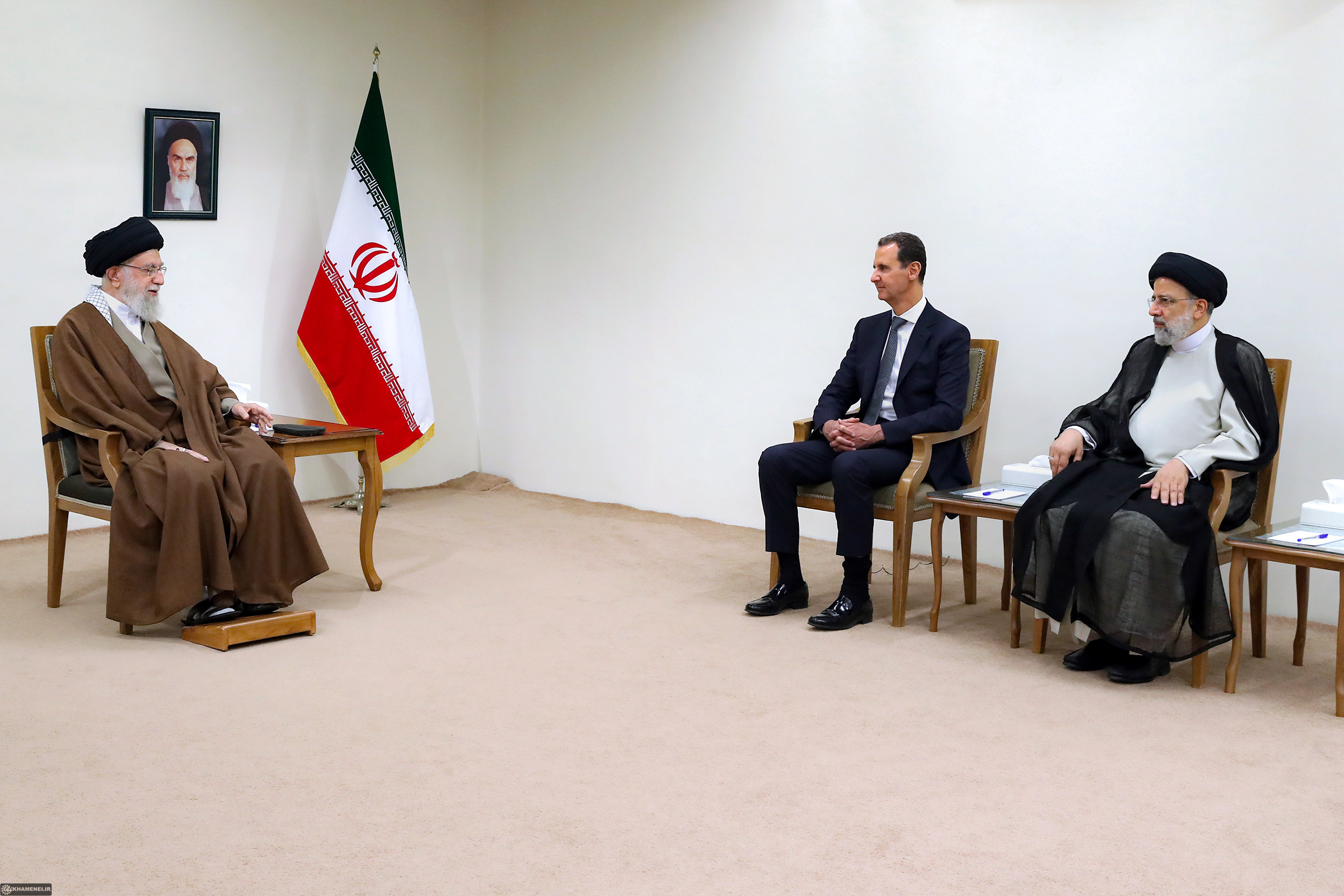
Иранские лидеры Али Хаменеи, Ибрахим Раиси и президент Сирии Башар Асад, 8 мая 2022 года

В 2000 году власть в Сирии унаследовал от отца Башар Асад. Новый сирийский президент считал «Хезболлу» и Иран центром своей доктрины безопасности. Близкий помощник Асада, генерал Мухаммад Сулейман, был ливанским прокси, и выступал за улучшение отношений с Ираном. Сирия не только продолжала служить логистическом коридором, но также самостоятельно отправляла «Хезболле» вооружение. Сирийское руководство снабжало ливанскую группировку техникой российского производства, включая Метис (ПТРК), РПГ-29, Корнет (ПТРК), ракеты калибра 220 и 302 мм, оснащённые противопехотными боеголовками. Вскоре в арсенале «Хезболлы» было около 1000 российских ракет дальностью в 42 км и 1000 км. Помимо этого, Иран поставлял ракеты калибра 122 мм и 220 мм с дальностью полета 50 км, Фаджр-3 и Фаджр-5 дальностью 75 км, а также Зильзаль-1 и Зильзаль-2 с дальностью 125 км и 210 км соответственно. «Хезболла» была преобразована в военное формирование, напоминающее регулярную армию. В состав организации вошли несколько пехотных бригад, артиллерийское, противотанковое, инженерное, связевое и тыловое обеспечение. Иран рассматривал «Хезболлу» как своё «южное командование».
Иран не нёс ответственности за начало Гражданской войны в Сирии в 2011 году, однако использовал ситуацию в своих интересах. Сразу после начала военных действий иранское правительство постановило ввести в Сирию свои войска, чтобы поддержать режим Башара Асада. Иран надеялся создать в Сирии сухопутный коридор, связывающий шиитские анклавы Ирана с Ливаном, которые могли стать символом усиления влияния Исламской республики в регионе. Помимо этого, Иран хотел разместить свои войска рядом с северной границей Израиля на постоянной основе.
В 2012 году численность КСИР Сирии составляла около 15 тысяч человек. Помимо этого, в 2012 году боевики «Хезболлы» пересекли границу с Сирией и захватили восемь деревень в районе Аль-Кусайр. С того момента они стали всё более активно участвовать в военных действиях — сначала только на граничащих с Ливаном территориях, а затем и на других территориях. В 2013 году Иран стал заменять иранских военных афганскими и пакистанскими ополченцами. К 2015 году число шиитских ополченцев в Сирии достигло несколько десятков тысяч. КСИР активно обучал сирийских солдат и поставлял им оружие, часть иранских ополченцев вошла в состав армии Башара Асада.
При всей поддержке Ирана к весне 2015 года правительство Асада было на грани поражения — правительственные войска контролировали лишь пятую часть Сирии. Поэтому режим Асада обратился за помощью к России, которая была заинтересована в обеспечении безопасности пункта материально-технического обеспечения ВМФ России на базе Тартуса. Российское вмешательство изменило баланс сил, однако её военные действия подверглись критике со стороны мирового сообщества.
Для распространения своего влияния КСИР создал сеть баз, часть которых находилась в совместном распоряжении с армией Асада и Россией. Дополнительно КСИР создал сеть заводов и складов для оружия, опираясь на поддержку Сирийского центра научных исследований и разработок. Впоследствии КСИР удалось изменить расстановку сил в свою пользу. Одновременно с этим в ходе Сирийской гражданской войны регулярные военные и политические обмены укрепили российско-иранские отношения, одновременно способствуя большей согласованности между Москвой и Тегераном в отношении границ и параметров сотрудничества.
После того как войска Исламского государства начали отступать в 2015 году, а выступающие против режима повстанцы начали терять позиции, поддерживаемые Ираном вооружённые группировки в Сирии начали атаковать американские базы в регионе. В ответ США начали наносить удары по иранским базам в Сирии.
К 2023 году территорией Сирии управляли пять государств. Северо-запад контролировали поддерживаемые Россией и Ираном суннитские джихадисты. Север был оккупирован Турцией. Северо-восток от реки Евфрат до границы с Ираком охранялся поддерживаемым США курдским протекторатом. Пограничная зона с Ливаном контролировалась «Хезболлой». Центр, север и юг контролировались правительством Сирии при поддержке его союзников.
С 2017 года ВВС Израиля практически ежедневно осуществляли боевые атаки по иранским объектам в Сирии. В сентябре 2018 года ВВС Израиля заявили, что только за 2017—2018 годы они нанесли более 200 авиаударов по иранским объектам. По словам бывшего начальника штаба ЦАХАЛ Гади Айзенкота, решение нанести удар по иранским базам в Сирии было принято после того, как Иран изменил свою стратегию в 2016 году. Тогда Иран, планируя использовать потенциальный конец военной интервенции США, связанной с отступлением ИГИЛ, начал строительство баз в Сирии и привлечение иностранных шиитских боевиков. Прямые столкновения Ирана и Израиля в Сирии вызвали обсуждения о потенциальном начале полномасштабной войны между странами.
На 2023 год военная интервенция в Сирии не приносила Ирану финансовой прибыли. Контроль власти в Сирии требовал от Ирана больших финансовых инвестиций, необходимых для поддержания военного присутствия. Десять лет войны в Сирии обошлось Ирану примерно в $100 млрд. Несмотря на это Иран продолжает активно поддерживает своё присутствие в Сирии, так как это позволяет оказывать дополнительное давление на Израиль и США, а географическое положение страны связывает Иран с «Хезболлой», помогая транзиту иранского оружия в регионе.

### Иран и Вторжение ХАМАС в Израиль (2023)
7 октября боевики ХАМАС проникли на юг Израиля, убив 1300 человек, в основном мирных жителей, и захватив около 240 заложников. В ответ Израиль начал наземную операцию в секторе Газа.
Иран многие годы спонсировал ХАМАС и поставлял группировке вооружение. В сентябре 2023 года министр иностранных дел Ирана Хосейн Амир Абдоллахиян встречался с представителями «Хезболлы», ХАМАС и палестинского «Исламского джихада». 8 октября The Wall Street Journal сообщила, что атака ХАМАС была спланирована Ираном, и иранские службы безопасности «дали зелёный свет на нападение» за 5 дней до начала операции. План Ирана мог заключаться в том, чтобы создать угрозу Израилю со всех сторон. Подполковник ЦАХАЛ Джонатан Конрикус также сообщил, что «без иранского финансирования, оружия, обучения, руководства и политического подстрекательства у ХАМАС не было бы ни возможностей, ни боеспособности».

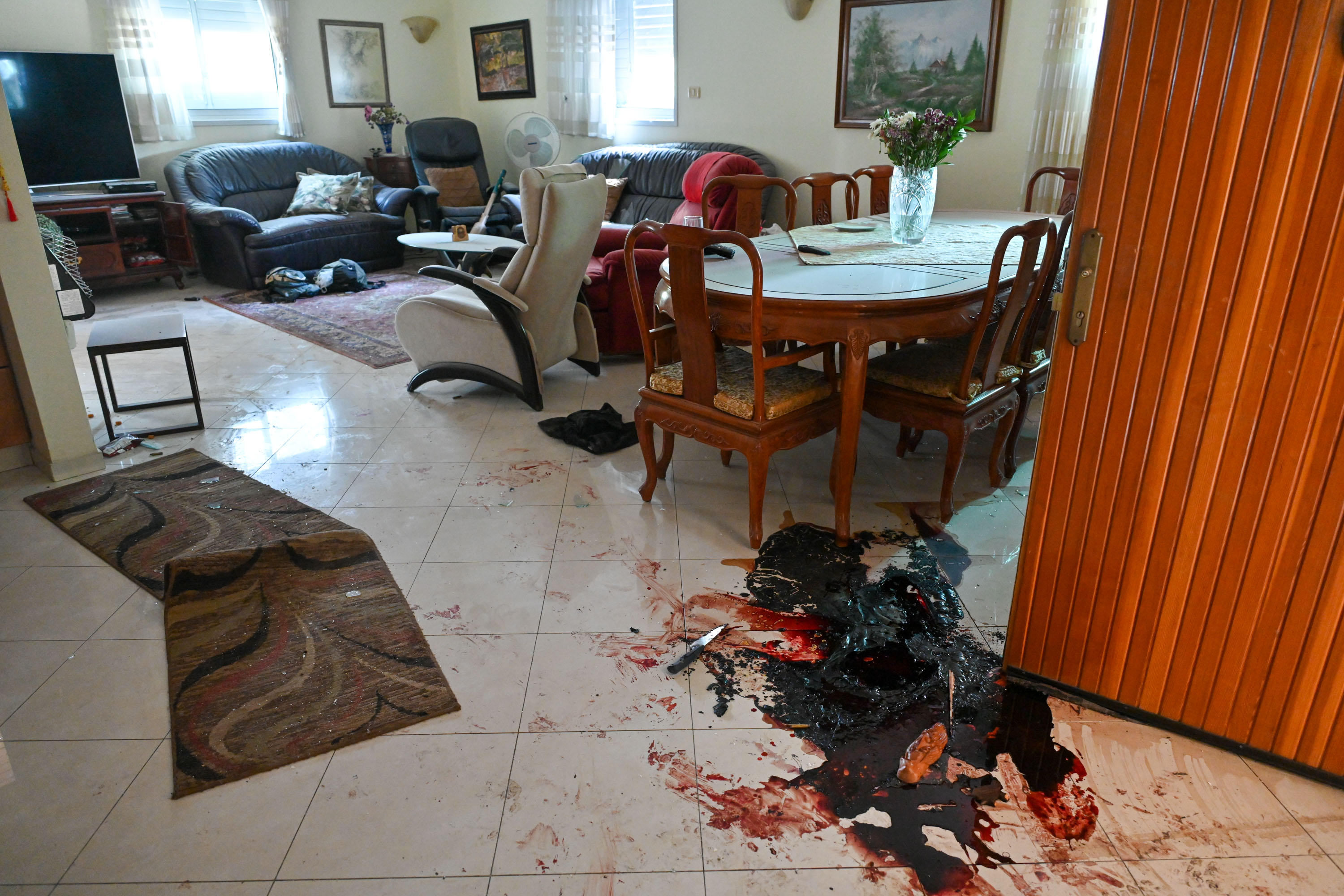
Киббуц Беэри после нападения ХАМАС, 11 октября 2023 года

Однако впоследствии версия о прямом участии Ирана была отвергнута в СМИ стали появляться сообщения, что Иран был непричастен к атаке. The New York Times со ссылкой на источники американской разведки писало, что руководство Ирана не догадывалось о планах ХАМАС. Официальные представители США и Израиля также подтвердили, что нет никаких доказательств, что за атакой стоял Иран. Эксперты заявляли, что своей атакой ХАМАС застигнул Иран врасплох — в это время страна вела непрямые переговоры с США о частичном снятии американских санкций, и планировала вернуться за стол переговоров в середине октября 2023 года. Несмотря на отрицание причастности к организации атаки, Тегеран публично поддержал вторжение в Израиль: иранский военачальник Рахим Сафави поздравил палестинских боевиков и подтвердил поддержку Тегерана «до освобождения Палестины и Иерусалима». По словам пресс-секретаря иранского правительства Али Бахадори-Джахроми, вторжение «доказывает, что сионистский режим более уязвим, чем когда-либо, и что инициатива находится в руках палестинской молодёжи».
Нападение ХАМАС стало стратегической победой для возглавляемой Ираном «Оси сопротивления», поскольку оно подорвало чувство безопасности израильтян. Оно также произошло на фоне улучшения отношений между Саудовской Аравией, нефтяными монархиями Персидского залива и Израилем, и продемонстрировало сплоченность различных поддерживаемых Ираном негосударственных субъектов, которые бросают вызов региональному статус-кво.
По мере развития конфликта между Израилем и ХАМАС возникли опасения, что эскалация напряжённости на границе с Ливаном может привести к региональному конфликту. 13 октября Иран пообещал, что Израиль «ответит» за Газу, и начал консультации с властям Ирака, руководством «Хезболлы» и Сирией. В октябре 2023 года «Хезболла» начала обстреливать пограничные поселения с Израилем.

### Обострение в Сирии и Ираке (2023—2024)

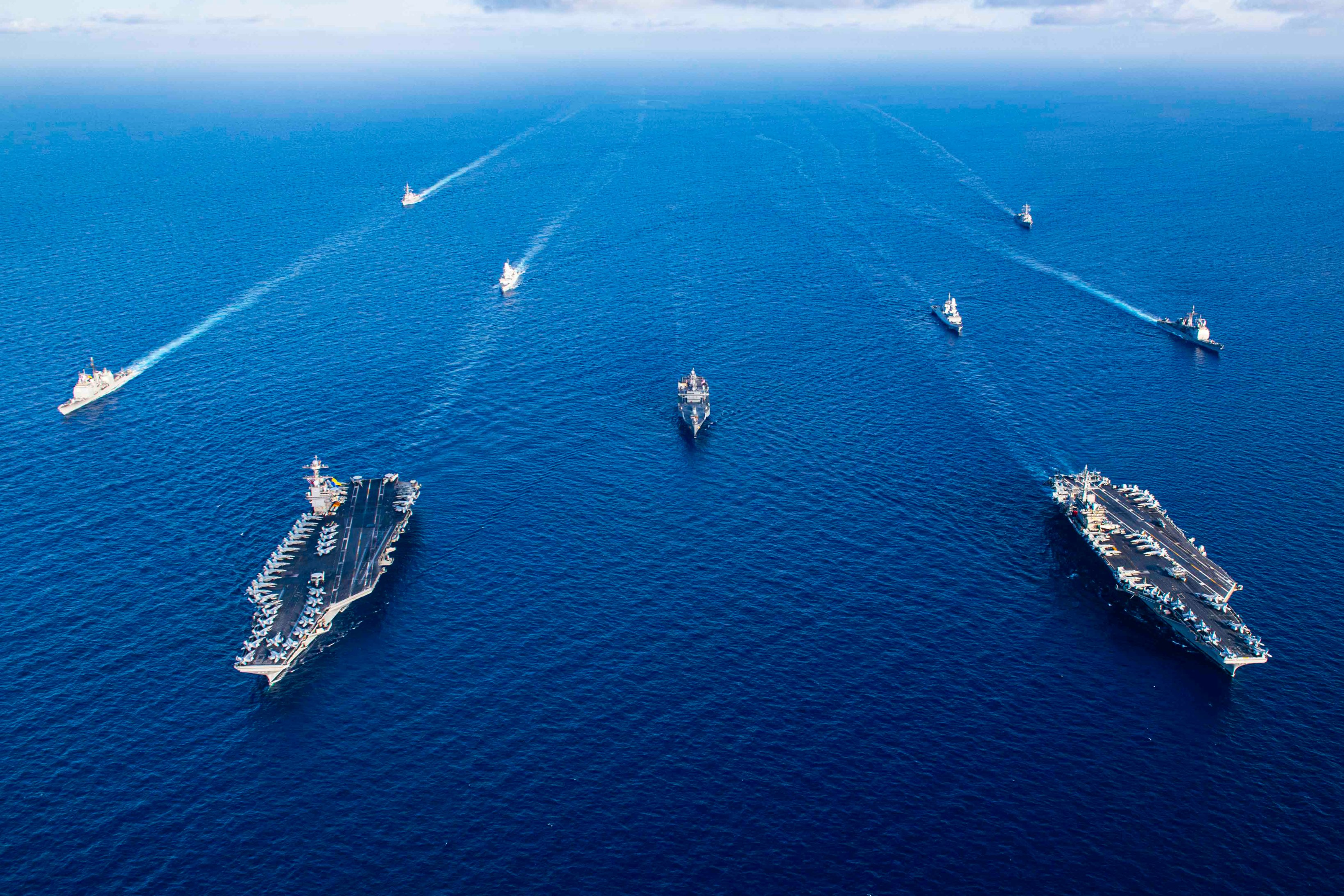
Авианосные ударные группы USS Dwight D. Eisenhower и USS Gerald R. Ford в ноябре 2023 года

После вторжения ХАМАС в Израиль и ответной военной кампании в Газе участники «Оси сопротивления» скоординированно открыли фронты в Ливане, Сирии, Ираке и Йемене. При этом сам Иран продолжал призывать к прекращению войны в Газе и региональной деэскалации. Обострения стремились избежать и США — в ноябре 2023 года Энтони Блинкен посетил Ирак с неанонсированным визитом. Глава Госдепартамента предостерёг проиранских боевиков от нападений на объекты США в Ираке.
Начиная с января 2024 года Иран пошёл на эскалацию и начал наносить удары по израильским и американским позициям в Сирии, Ираке и Пакистане. Одновременно с этим Израиль начал атаковать проиранские позиции в Сирии. Вечером 15 января 2024 года КСИР нанес ракетный удар по Эрбилю, столице Иракского Курдистана, автономного региона на севере страны, поддерживаемого США. В Тегеране заявили, что баллистические ракеты поразили позиции «иранских оппозиционных группировок», а также "одну из главных штаб-квартир израильской разведки «Моссад». Премьер-министр Ирака Мухаммед Шиа ас-Судани назвал ракетные удары «открытым актом агрессии» и предупредил о серьёзном уроне двусторонним отношениям. 20 января руководитель иранской разведки в Сирии и ещё четверо членов иранского Корпуса стражей Исламской революции погибли в результате ракетного удара по одному из районов Дамаска. Иран обвинил в нападении Израиль.
На начало февраля американские военные подверглись атакам в Ираке и Сирии более 150 раз, как правило с помощью ракет и беспилотников. В результате этих нападений десятки военнослужащих получили ранения. 28 января проиранская группировка «Катаиб Хезболла» атаковала американские базы в Иордании с помощью иранского беспилотника. В результате трое американских военнослужащих погибли и ещё 47 получили ранения.
США ответили авиаударами по иранским прокси. В ночь со 2 на 3 февраля 2024 года США атаковали более 85 объектов проиранских группировок в Сирии и Ираке при помощи 125 высокоточных боеприпасов. Целью ударов в Вашингтоне назвали подразделение «Аль-Кудс» иранского «Корпуса стражей исламской революции» (КСИР) и связанные с ним группировки. Среди погибших в Дамаске был советник иранского Корпуса стражей исламской революции Саид Алихаддади. 7 февраля США убили в Багдаде лидера «Катаиб Хезболлы» Абу Бакира аль-Саади.
1 апреля Израиль уничтожил здание иранского консульства, примыкающее к иранскому посольству в Дамаске. Погибли 16 человек, включая бригадного генерала Мохаммада Резу Захеди, старшего командира сил «Кудс» Корпуса стражей исламской революции и ещё семеро офицеров КСИР. Захеди стал самой известной иранской жертвой с тех пор, как президент США Дональд Трамп приказал убить генерала КСИР Касема Сулеймани в Багдаде в 2020 году. В ночь на 4 апреля лидер Ирана Хаменеи опубликовал угрозы на иврите: «С Божьей помощью мы заставим сионистов покаяться в преступлении, связанном с нападением на иранское консульство в Дамаске». В ожидании атаки от Ирана, США, Великобритания, Россия и другие страны ограничили передвижения по Израилю и рекомендовали гражданам не ездить в регион, с теми же рекомендациями выступили и страны ЕС. 12 июля The Wall Street Journal заявил, что Иран готовится атаковать Израиль в ближайшие 24-48 часов. По сообщениям источников издания, близких к иранскому правительству, нападение планируется на юг или север страны.
13 апреля КСИР захватил MSC Aries под флагом Португалии в Ормузском проливе. Судно принадлежало компании израильского миллиардера Эяля Офера, на борту находились 25 человек. В ответ Израиль призвал объявить КСИР террористической организацией.

### Атаки хуситов на суда в Красном море (2023—2024)
На 2024 год хуситы контролируют большую часть Йемена, включая побережье Красного моря — Баб-эль-Мандебский пролив, кратчайший морской путь, соединяющий Европу с Азией. На него приходится около 15 % всей мировой торговли. С начала войны между Израилем и ХАМАС в октябре 2023 года хуситы начали активно атаковать суда, следующие через Красное море. Атаки хуситов координируются командирами Корпуса стражей исламской революции и «Хезболлой». Тегеран предоставляет хуситам беспилотники и ракеты, а также разведданные о том, какие именно суда имеют отношение к Израилю.
9 января 2024 года, когда боевики выпустили 18 беспилотников, две крылатые ракеты и одну баллистическую по торговым судам в Красном море. Все они были сбиты с американских и британских военных кораблей, развернутых в регионе в рамках операции «Страж процветания». В ответ в ночь на 12 января 2024 года военные США и Великобритании нанесли скоординированные точечные удары по 60 объектам йеменского движения «Ансар Аллах» в йеменских городах Сане, Ходейде, Сааде, Дамаре и Таизе. Спустя несколько дней йеменские боевики возобновили удары по коммерческим судам и военному флоту. К февралю 2024 года США продолжали бомбардировки Йемена, а движение по Баб-эль-Мандебский проливу было практически заблокировано.

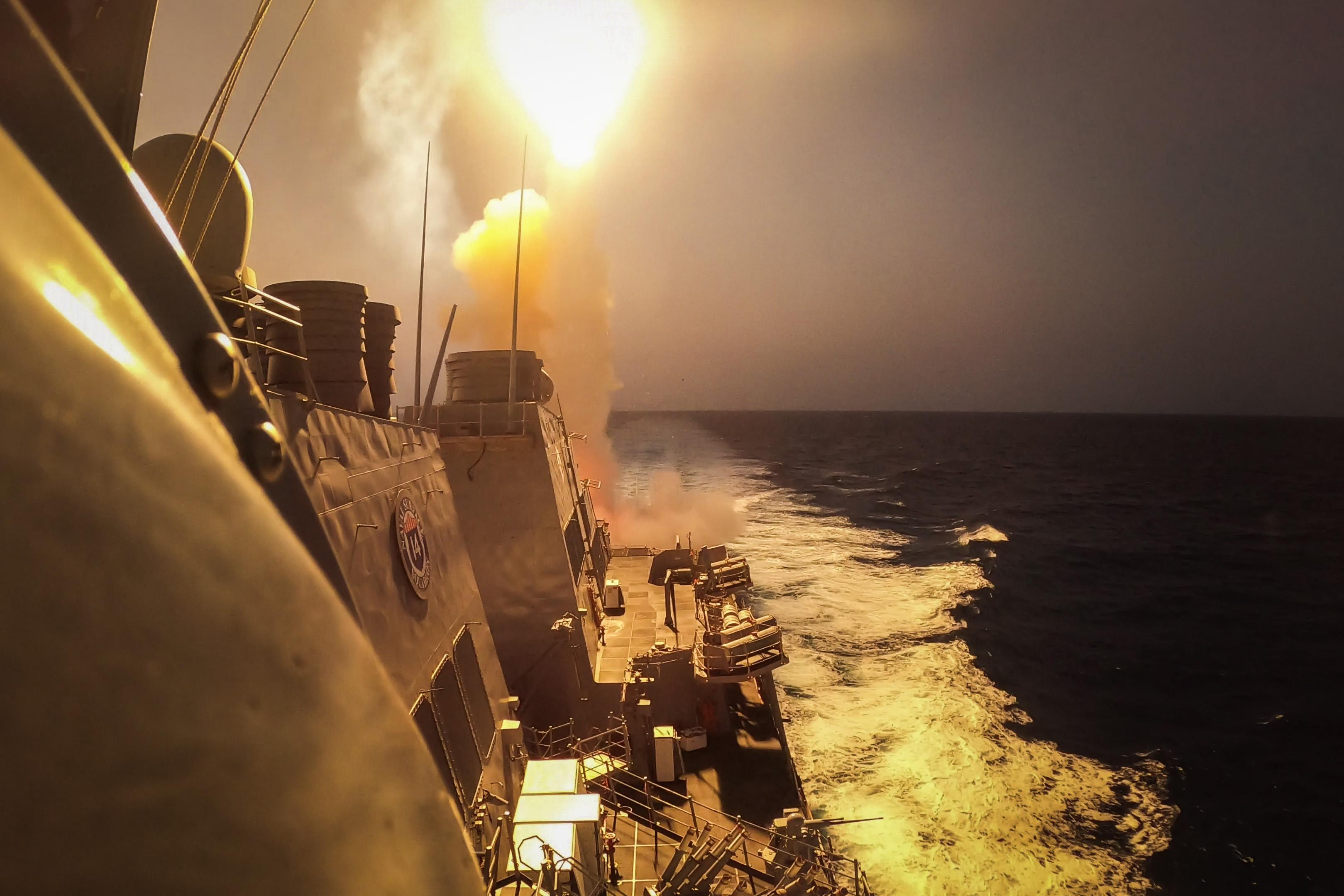
Эсминец USS Carney сбивает хуситские ракеты, январь 2024 года

В период с 19 ноября по 8 марта, используя дроны и ракеты, хуситы атаковали 44 корабля, а также три подводных телекоммуникационных кабеля. В результате нападений погибли по меньшей мере трое моряков и затонул балкер, а повреждение кабелей затронуло около 25 % мирового трафика. Атаки привели к сокращению объёма торговли через Суэцкий канал на 42 % за период с декабря 2023 по январь 2024 года. В конце марта издание Politico сообщило, что Китай косвенно финансирует йеменских хуситов. Китайское правительство закупает около 90 % нефти, продаваемой иранскими силами «Кудс». По данным издания, именно силы «Кудс» занимаются подготовкой и финансированием хуситов. При этом йеменские хуситы не совершают нападения на китайские и российские судна, в обмен на политическую поддержку со стороны Пекина и Москвы.
По состоянию на начало апреля 2024 года йеменские хуситы продолжали нападения на судна в Красном море. Так, 7 апреля было совершено нападение на британское судно, проходившее у берегов Йемена. 10 апреля были атакованы три суда и американский военный корабль в Аденском проливе. В ответ военные США сбили 11 беспилотников хуситов.

## Шпионаж
Израиль не разглашает детали своих операций в Иране и против иранцев. Одной из первых известных подпольных операций стало похищение иранцев в ЮАР в конце 1990-х годов. Тогда «Моссаду» стало известно о присутствии в Йоханнесбурге двух иранских агентов, планировавших закупить передовые системы вооружения у компании Denel Dynamics. Агенты «Моссада» под видом южноафриканской разведки похитили иранцев, избили их и заставили покинуть страну.
Считается, что «Моссад» создал в Ливане крупную шпионскую сеть из произраильски настроенных друзов, христианских и мусульманских общин, а также чиновников ливанского правительства. Главной целью был шпионаж за «Хезболлой» и их советниками из КСИР. Некоторые из участников шпионской сети предположительно действовали в интересах Израиля со времён Ливанской войны 1982 года. В 2009 году службы безопасности Ливана при поддержке разведывательного подразделения «Хезболлы» и в сотрудничестве с Сирией, Ираном и, возможно, Россией, начали масштабные репрессии, в результате которых были арестованы около 100 предполагаемых шпионов, «работающих на Израиль».
В январе 2018 года «Моссад» провёл тайную операцию по похищению секретных документов по ядерной программе Ирана с охраняемого склада в Тегеране. Им удалось вывезли «50 000 страниц и 163 компакт-диска с заметками, видео и планами». Документы продемонстрировали, что Иран по-прежнему разрабатывал ядерное оружие и скрыл от инспекторов МАГАТЭ наличие двух секретных ядерных объектов. После этого администрация Трампа вывела США из СВПД и вновь ввела санкции США в отношении Ирана.
В апреле 2022 года израильские СМИ сообщили, что агенты израильской разведки задержали и допросили 52-летнего агента КСИР Мансура Расули прямо в его иранской резиденции. Во время допроса Расули признался в планируемом убийстве израильского дипломата в Турции, американского генерала в Германии и журналиста во Франции. Израильские СМИ опубликовали аудиофайл признания Расули, не раскрывая его источник. В июле 2022 года Иран заявил, что «Моссад» допросил в Иране другого чиновника КСИР, Ядоллу Хедмати, опубликовав кадры его признаний о переброске оружия в Сирию, Ирак, Ливан и Йемен.
В декабре 2023 года Иран казнил четырёх людей по обвинению в связях с «Моссадом». В феврале 2024 года Иран заявил, что обнаружил десятки шпионов «Моссада» в 28 странах.

## Атаки на судна

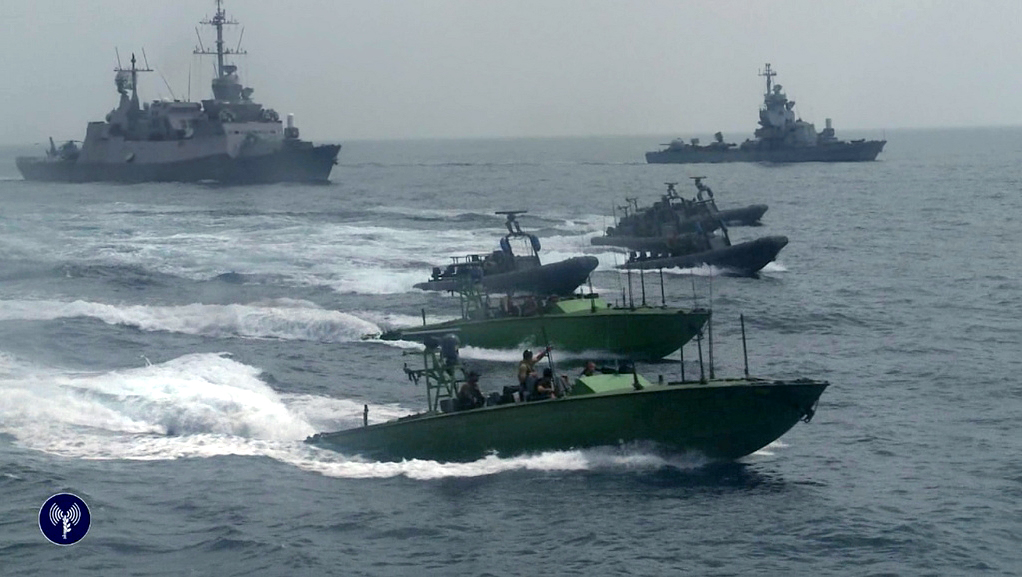
Израильские корабли перед началом операции «Полное разоблачение», март 2014 года

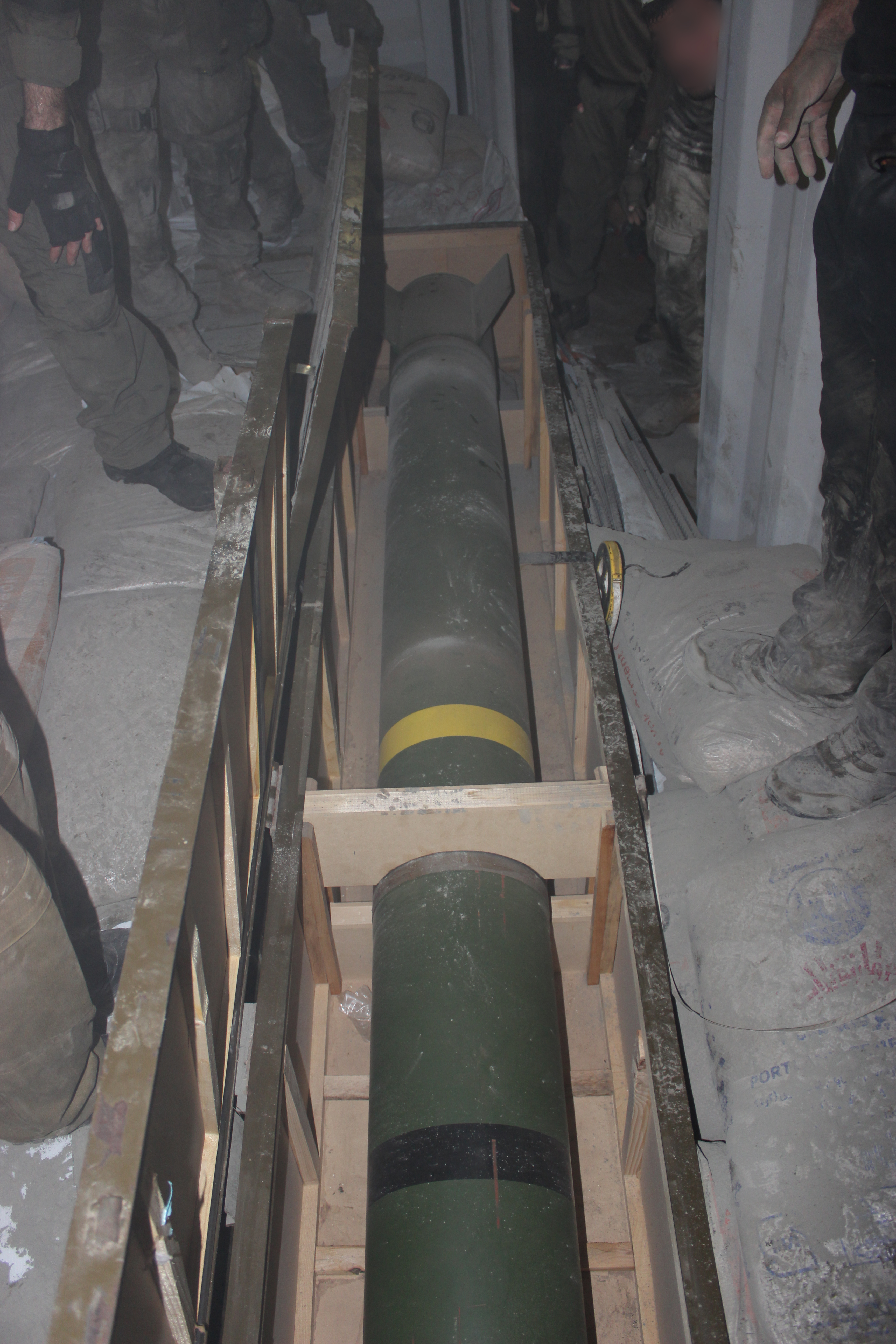
Одна из ракет M-302, обнаруженных на судне Klos C

Израиль активно перехватывает сирийские и ливанские судна, поставляющие оружие из Ирана. Так, 15 марта 2011 года Израиль атаковал сирийский корабль, доставляющий иранское оружие в сектор Газа. 5 марта 2014 года ВМС Израиля перехватили грузовой корабль «Клос-С». Израиль заявил, что Иран использовал это судно для контрабанды в Газу десятков ракет дальнего действия, в том числе ракет М-302 сирийского производства. «Операция «Полное разоблачение»», проведённая спецназом «Шайетет 13», прошла в Красном море, в 1500 километрах от Израиля и примерно в 160 километрах от Порт-Судана.
В период с 2019 по 2021 год израильские ВМС атаковали ряд иранских грузовых кораблей, перевозивших нефть и оружие в Сирию. Сообщалось, что Израиль стоит за нападением на иранский разведывательный корабль ВМС КСИР в Красном море, который был серьёзно повреждён миной в апреле 2021 года. В ответ Иран атаковал принадлежащие Израилю корабли в Оманском заливе и Аравийском море. 24 апреля иранский бензовоз был атакован у сирийского побережья израильским беспилотником. 2 июня на иранском военно-морском корабле IRIS Kharg вспыхнул пожар, однако весь экипаж смог благополучно высадиться до того, как корабль затонул.
10 августа 2021 года произошел мощный взрыв на иранском торговом судне, пришвартованном в порту Латакия в Сирии. В тот же день на иранском нефтехимическом заводе на острове Харк в Персидском заливе вспыхнул пожар. По сообщениям аналитиков, взрывы являются частью прокси-войны между Ираном и Израилем.
17 февраля 2023 года иранский дрон атаковал израильское торговое судно в Персидском заливе. 13 марта 2024 Иран захватил гражданское судно MCS Aries, шедшее под португальским флагом, заявив о его принадлежности Израилю.

## Атаки Ирана против граждан Израиля и евреев

### Атаки против израильских представительств и еврейских общественных организаций
Иран использует стратегию терактов против израильских представительств и еврейских общественных организаций за рубежом.
После отмены Аргентиной сделки по предоставлению Ирану ядерных материалов и технологий, 17 марта 1992 года близ здания посольства Израиля в Аргентине взорвалась бомба, заложенная в припаркованном автомобиле. В результате взрыва погибло 29 человек, 242 получили ранения. Теракт был осуществлен организацией «Хезболла», по заказу Ирана.
18 июля 1994 года у здании Аргентинского еврейского культурного центра была взорвана бомба весом 275 килограммов. Направленной взрывной волной здание было полностью разрушено. От взрыва погибли 85 человек, а ещё свыше 300 получили ранения. В октябре 1995 года глава аргентинской разведки СИДЕ Уго Ансорреги заявил, что организатором теракта является «Хезболла». Также, по информации СИДЕ, к взрыву причастен Иран. В 2006 году аргентинские прокуроры Альберто Нисман и Марсело Мартинес Бургос обвинили правительство Ирана в организации теракта. Они предположили, что это было связано с приостановкой сотрудничества Аргентины и Ирана в сфере ядерных технологий. По мнению Нисмана, к организации теракта были причастны как бывшие иранские дипломаты в Буэнос-Айресе, так и видные политики Ирана. В международный розыск были объявлены пять граждан Ирана, в том числе бывший министр обороны.
Сообщалось, что в 2011 году три попытки терактов были предотвращены в последнюю минуту в Турции, Азербайджане и Таиланде. 11 октября 2011 года США заявили, что сорвали иранскую спецоперацию по взрыву посольств Израиля и Саудовской Аравии в Вашингтоне и Буэнос-Айресе, а также предотвратили убийство посла Саудовской Аравии Аделя аль-Джубейра в США. Обвинения были предъявлены гражданам Ирана Мансору Арбабсиару и Голаму Шакури. В октябре 2012 года Арбабсиар признал свою вину в кооперации с иранскими спецслужбами по организации теракта, а в 2013 году его приговорили к 25 годам лишения свободы. Шакури так и остался на свободе, поскольку руководил операцией из Ирана.
13 февраля 2012 года рядом с израильским дипломатическим автомобилем возле посольства в Нью-Дели прогремел взрыв, были ранены жена дипломата и водитель. В этот же день взрывчатка была найдена рядом с израильским посольством в Тбилиси. Устройство было обезврежено. Нетаньяху обвинил Иран в организации терактов. На следующий день в Бангкоке были обнаружены трое иранских агентов, которые планировали убить израильских дипломатических сотрудников, в том числе посла, прикрепив бомбы к машинам посольства. Теракт удалось предотвратить, организаторы были задержаны.
В апреле 2013 года в Непале был задержан иранский гражданин, въехавший в страну по поддельному израильскому паспорту. Он был арестован по подозрению в планируемой террористической атаке против израильского посольства в стране. В феврале 2013 года в Нигерии арестовали «террористическую ячейку», ранее проходившую обучение в Иране и планировавшую атаковать американские и израильские объекты в стране.

### Теракты против гражданских
В июле 2012 года в аэропорту Бургаса произошёл теракт — автобус, перевозивший израильских туристов, в основном недавних выпускников школ, направляющихся в курорт на Солнечном берегу, был взорван. Погибли семь человек, среди них водитель автобуса — гражданин Болгарии, пять израильских туристов и террорист-смертник. 37 человек получили ранения. Израиль обвинил в атаке Иран и «Хезболлу». Вскоре после этого Нетаньяху заявил, что был предотвращён теракт в ЮАР и чуть более чем за год по всему миру было предотвращено более 20 терактов со стороны Ирана, включая планируемые атаки в Азербайджане, Кении, Турции, Таиланде, Кипре.
15 ноября 2022 года службы безопасности Грузии объявили, что предотвратили иранский заговор с целью убийства израильского бизнесмена.
В июне 2023 года «Моссад» заявил, что его агенты предотвратили иранский теракт на территории Кипра. Детали иранской операции удалось раскрыть благодаря допросу боевика КСИР прямо на территории Ирана.

## Подрыв иранской ядерной и ракетных программ

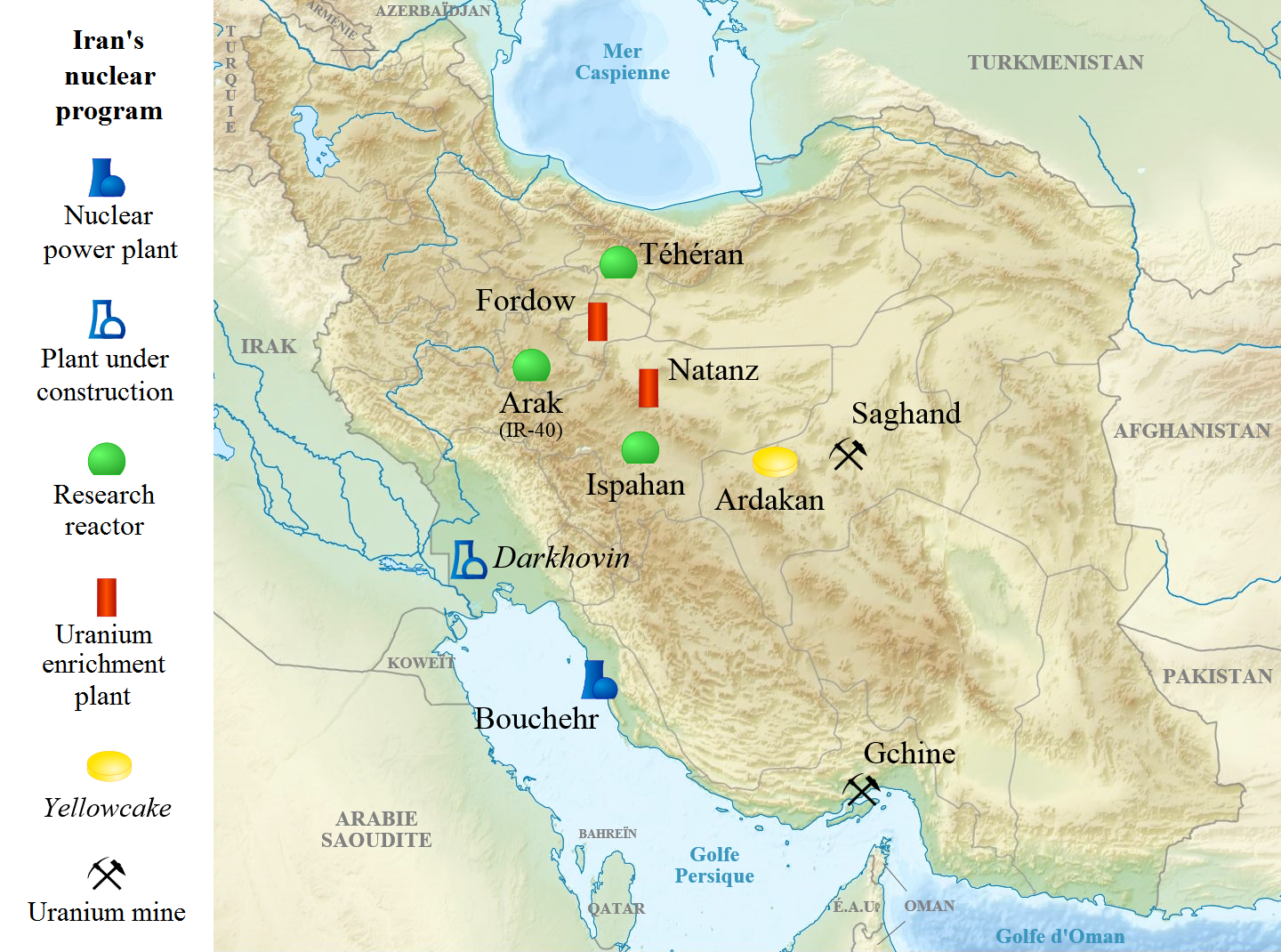
Основные объекты ядерной программы Ирана

Иран активно развивает свою ядерную программу. Первый центр ядерных исследований был открыт в Тегеране в 1967 году. Он был оснащён 5-мегаваттным ядерным исследовательским реактором, поставленным из США. В 1974 году Иран заключил соглашение с МАГАТЭ о мирной ядерной деятельности.
После революции 1979 года Иран на некоторое время приостановил развитие ядерной энергетики. Однако вскоре на фоне падения мировых цен на нефть и необходимости финансирования войны с Ираком правительство приняло решение возобновить инвестиции в ядерную программу. Для этого Иран наладил отношения с обладающими ядерными технологиями Китаем и Пакистаном. В конце 1980-х Иран также сотрудничал с СССР в области мирного использования ядерной энергии. Так, в марте 1990 года было подписано соглашение с Советским Союзом о строительстве ядерного реактора в Бушире, который начинали в 1974 году инженеры из немецкой компании Siemens. Бушерская АЭС была сдана в эксплуатацию только в сентябре 2011.
Изначально Иран регулярно сообщал МАГАТЭ об имеющихся разработках и допускал на свои объекты независимых экспертов. Однако в 1991 году незапланированные посещения инспекторов были запрещены. В 2001 году президент Ирана Хашеми Рафсанджани заявил: «Атомная бомба, сброшенная на исламский мир, может лишь повредить ему, а атомная бомба, сброшенная на Израиль, полностью уничтожит эту страну».
В 2003 году МАГАТЭ сообщило, что на ядерных объектах Ирана обнаружены следы наличия высокообогащённого урана, который может быть использован для изготовления ядерного оружия. В июле 2006 года Организация Объединённых Наций приняла резолюцию 1696, предусматривающую готовность принять меры, если Иран будет продолжать несоблюдение договорённостей по мирному использованию ядерной энергии. Иран отказался следовать резолюции, после чего на уровне ООН были санкции. В ответ, 9 апреля 2007 года, Иран объявил, что начал обогащение урана на 3000 центрифугах в ядерном комплексе в Нетензе. Другим крупным центром разработки обогащённого урана в Иране является Исфахан.
В 2015 году Иран, Китай, Россия, Великобритания, Франция, США, Германия достигли соглашения по иранской ядерной программе. В обмен на поэтапное снятие экономических санкций Иран согласился разрешить доступ международным наблюдателям к своим ядерным объектам и осуществить вывоз обогащённого урана за рубеж. Однако в 2018 году по инициативе Дональда Трампа США вышли из ядерной сделки. Трамп заявил, что условия соглашения слишком мягкие и позволили Ирану превысить разрешённые лимиты тяжёлой воды. В ответ Иран объявил о прекращении выполнения ряда пунктов соглашения. Это привело к обострению отношений между странами, и Иран продолжил обогащение урана. К 2023 году общее количество обогащённого урана в Иране составило 3,76 тонны вместо максимально допустимого показателя в 202,8 килограмма. Инспекторы МАГАТЭ также обнаружили на ядерном объекте Ирана частицы урана, обогащённого до рекордных 83,7 %. Этого почти достаточно для производства ядерной бомбы, для которой требуется обогащение в 90 %. Несмотря на то, что в начале 2023 года Иран заявил о своей готовности сотрудничать с МАГАТЭ и осуществлять меры по предусмотренным в рамках ядерной сделки проверке ядерных объектов, война Израиля с ХАМАС в октябре 2023 года усугубила дипломатические усилия по урегулированию ядерной программы. В конце апреля 2024 года глава МАГАТЭ Рафаэль Гросси заявил, что Ирану осталось «несколько недель, а не месяцев» до получения достаточного количества обогащённого урана для разработки ядерной бомбы.
Начиная с 1980-х годов Иран также активно разрабатывает баллистические ракеты на основе российских, северокорейских и китайских технологий. Ракеты могут быть использованы в том числе и для переноса ядерных боеголовок. На 2024 год Иран обладает самым большим и разнообразным арсеналом баллистических ракет на Ближнем Востоке. Большинство из них было экспортировано из Северной Кореи, однако Иран является единственной страной, разработавшей ракеты дальностью 2000 км, не имея предварительного потенциала ядерного оружия.
Чтобы предотвратить развитие иранской ядерной и ракетной программ, Израиль осуществляет операции по убийству иранских физиков-ядерщиков, а также наносит удары по крупнейшим объектам ракетной и ядерной инфраструктуры страны.

### Убийство физиков-ядерщиков
Одним из первых приписываемых Израилю убийств стала смерть иранского физика-ядерщика Ардешира Хасанпура 15 января 2007 года. Иранские власти не предоставили каких-либо подробностей расследования обстоятельств смерти учёного. Независимые СМИ сообщали, что физик скончался при таинственных обстоятельствах, и предполагали, что его смерть могла быть результатом операции израильской разведки «Моссад». В 2014 году сестра Хасанпура заявила, что её брат был убит иранскими спецслужбами за то, что он выступал против трансформации мирной ядерной программы страны в военную.
12 января 2010 года в Тегеране погиб профессор физики Масуд Али Мохаммади. На его мотоцикле была установлена бомба, активированная дистанционно. В мае 2012 года иранские СМИ сообщили о казни 24-летнего Маджида Джамали Фаши, которого суд признал виновным в убийстве учёного. По версии следствия, Фаши получил за совершение теракта $120 тысяч от израильской разведки. В ноябре 2010 года были совершены покушения на учёных-ядерщиков Маджида Шахриари и Ферейдуна Аббаси. В обоих случаях взрывные устройства были установлены на автомобилях и были активированы по пути учёных на работу. Шариари погиб, однако Аббаси удалось выжить. В июле 2011 года погиб физик Дариуш Резаи — его застрелил проезжавший мимо мотоциклист. 11 января 2012 года в Тегеране был убит сотрудник ядерного центра по обогащению урана Мостафа Ахмади Рошан. К его мотоциклу была прикреплена бомба. Помимо Рошана, погиб водитель, а как минимум двое человек на месте происшествия получили ранения. Иран возложил ответственность за убийство Рошана на Израиль и США.
С возобновлением переговоров по иранской ядерной программе в 2012 году Израиль приостановил диверсионные операции по ликвидации иранских учёных-ядерщиков. Однако после выхода США из ядерной сделки в 2019 году и возобновления Ираном обогащение урана в 2020 году был убит руководитель проекта «Амад» — Мохсен Фахризаде. Агенты «Моссада» планировали убийство в течение 14 лет. Атака произошла, когда конвой Фахризаде замедлил скорость перед «лежачим полицейским». Стрелок-оператор, находясь в 1,5 км от места событий, выпустил 15 пуль, точно поразив Фахризаде. Использование нейросетей с программой распознавания лиц обеспечило высокую точность попадания.
В июне 2022 года стало известно об отравлении иранского инженера-ракетчика Айюба Энтезари и геолога Камрана Агамолаи.

### Подрыв ядерной инфраструктуры

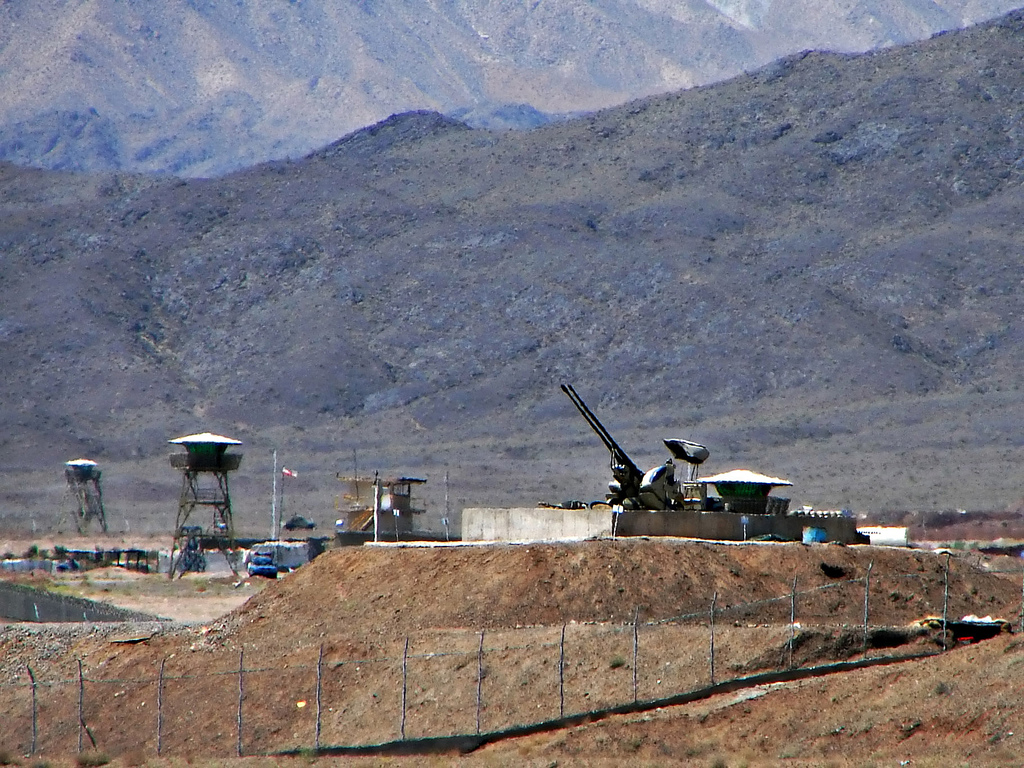
Зенитные орудия вблизи завода по обогащению урана в Нетензе, 2006 год

Израиль также атакует иранские объекты ядерной инфраструктуры. В январе 2011 года на иранском заводе по обогащению урана Фордо произошёл взрыв. Согласно данным Израиля, он привёл к значительному структурному повреждению объекта. В этом же месяце аналогичный взрыв произошёл на заводе по переработке урана, расположенном в Исфахане. Сотрудники израильской разведки сообщили, что взрыв был «не случайностью». Иран, в свою очередь, отрицал произошедшие инциденты. Однако через несколько часов после атаки на Исфахан иранские прокси в Ливане обстреляли поселения северного Израиля. 12 декабря 2011 года в провинции Йезд, где расположены многие объекты ядерной программы, произошёл взрыв. В результате погибло семь человек и ещё 12 получили ранения. В августе 2014 года государственные СМИ Ирана заявили, что КСИР сбили израильский беспилотник возле завода по обогащению топлива в Нетензе. Израильские военные никак не прокомментировали эти сообщения.
В 2020 году Израиль провёл ряд крупных атак на ядерную инфраструктуру Ирана, включая ключевой объект в Натанзе. Согласно мнению экспертов, это могло задержать развитие ядерной программы Ирана минимум на год. 11 апреля 2021 года на объектах ядерной инфраструктуры в Натанзе произошёл масштабный сбой в электросети. Правительство Ирана заявило, что в результате инцидента никто не пострадал, а утечки опасных веществ не произошло. По информации The New York Times, инцидент в Натанзе повредил источник питания центрифуг, вызвав значительный ущерб. Полный ремонт оборудования мог занять около девяти месяцев. Иранский политик Алиреза Закани заявил, что в результате отключения электроэнергии были повреждены тысячи центрифуг.

### Противодействие ракетной и оружейной программам

#### Убийство членов КСИР
За развитие оружейной программы и охрану ядерных объектов страны отвечает Корпус стражей исламской революции. Для предотвращения развития иранской оружейной и ракетной программ Израиль активно наносит удары по объектам КСИР, а также устраняет ведущих командиров как на территории Ирана, так и на территории иранских прокси.
В октябре 2010 года как минимум 18 членов КСИР погибли в результате взрыва на военном объекте неподалёку от Хоррамабада. Среди них был генерал Хасан Мугадим, отвечающий за иранскую ракетную программу. Предполагается, что на базе хранились баллистические ракеты, включая «Шахаб-3». Предполагают, что за атакой мог стоять Израиль.
22 мая 2022 года в своей машине был застрелен высокопоставленный член КСИР, полковник Хасан Сайяд Ходаи, отвечавший за проведение иранских операций в Ираке и Сирии. Спустя три дня на военном комплексе Парчин был убит ещё один сотрудник КСИР. 22 августа 2022 года бригадный генерал КСИР Аболфазл Алиджани был убит в сирийском районе Алеппо. В июле 2022 инженер КСИР Саид Тамардар Мутлак был убит в Ширазе.
1 апреля 2024 года в результате удара израильских военных по Дамаску был убит высокопоставленный командир КСИР Мохаммад Реза Зехеди. Он входил в санкционный список ООН за причастность к разработке ядерной и ракетной программ Ирана.

#### Подрыв ракетной инфраструктуры
В октябре 2012 года Судан заявил, что Израиль взорвал завод по производству боеприпасов к югу от Хартума, предположительно принадлежащий КСИР.
8 мая 2013 года жители Тегерана сообщили о взрывах в районе, где Иран проводит исследования и хранение ракет. Позже иранские СМИ сообщили, что взрывы произошли на частном химическом заводе. В октябре 2014 года двое рабочих погибли в результате взрыва, произошедшего на заводе по производству военных взрывчатых веществ к юго-востоку от Тегерана. В ответ «Хезболла» атаковала двух израильских солдат возле ферм Шебаа. Израиль ответил артиллерийским огнём по двум позициям «Хезболлы» на юге Ливана.
Летом 2020 года на заводах Ирана произошёл ряд взрывов. Так, 6 июля был подорван завод «Сепахан Бореш» в городе Бакершахр. 9 июля сообщалось о взрывах на ракетном складе КСИР к западу от Тегерана. 12 июля на нефтехимической компании Шахида Тондгуяна на юго-западе Ирана вспыхнул пожар, на следующий день взрыв прогремел на газоконденсатном заводе промышленной зоны «Кавиан» в провинции Хорасан-Резави. 15 июля на верфи в городе Бушер вспыхнул крупный пожар, распространившийся на семь деревянных лодок. 18 июля в районе Ахваза на юге Ирана был подорван нефтепровод, а на следующий день вспыхнул пожар на электростанции в Исфахане.
23 мая 2021 года по меньшей мере девять человек получили ранения в провинции Исфахан в результате взрыва на производящем беспилотники заводе. 26 мая на нефтехимическом комплексе в городе Эселуйе на юге Ирана произошел взрыв, в результате которого погиб рабочий. В июне 2021 года израильский дрон-квадрокоптер, запущенный из Ирана, нанес удар по заводу в Кередж по производству центрифуг для ядерной программы. Позже Иран обвинил в нападении Израиль.
В феврале 2022 года шесть израильских квадрокоптеров уничтожили сотни дронов на базе недалеко от Керманшаха на западе Ирана. База была основным центром производства и хранения военных дронов в Иране. Ливанский телеканал Аль-Маядин, связанный с «Хезболлой» и Ираном, заявил, что дроны были запущены из Иракского Курдистана. В мае 2022 года израильские дроны, начинённые взрывчаткой, поразили военный комплекс Парчин в 37 милях к юго-востоку от Тегерана. Один инженер погиб, ещё один рабочий получил ранения.
28 января 2023 года дроны атаковали иранский оборонный завод в Исфахане. В тот же день вспыхнул пожар на нефтеперерабатывающем заводе на северо-западе страны. По данным The Wall Street Journal, ответственность за удар несёт Израиль.
В сентябре 2023 года на иранской ракетной базе в городе Хорремабад произошёл взрыв. Через несколько дней израильская служба безопасности Шабак арестовала ячейку из пяти человек, которая, по сообщениям сотрудников службы безопасности, собирала разведданные с целью убийства крайне правого израильского министра Итамара Бен-Гвира и крайне правого активиста Иегуды Глика. 28 сентября на заводе по производству автомобильных аккумуляторов, принадлежащем Минобороны Ирана, вспыхнул очередной пожар. 28 декабря 2023 года дроны атаковали военный объект по производству оружия в Исхафане.
15 февраля 2024 года на химическом заводе на окраине Тегерана произошёл взрыв, за ним последовал пожар. В этой части трубопровода прекратили подачу газа. По данным собеседников New York Times, за атакой стоит Израиль.
19 апреля Израиль нанёс удар по иранской авиабазе в Исфахане.

## Столкновения в киберпространстве
Израиль и Иран ведут кибервойну, в ходе которой мишенью становятся в основном объекты военной и промышленной инфраструктуры, но атаки затрагивают также гражданских лиц и их повседневную жизнь. Иран также использует прокси для маскировки своих кибератак. Однако множество признаков указывают, что за атаками часто стоит КСИР. С иранской стороны атаки осуществляют в основном хакерские группы «Black Shadow» и «Pay2Key». С израильской стороны кибератаки организовывает группа «Хищный воробей» (англ. Predatory Sparrow).
Считается, что ирано-израильская кибервойна началась не позднее минимум в 2010 году, когда израильские и американские спецслужбы совместно изобрели Stuxnet — сетевого червя, направленного на перехват информации о ядерной программе Ирана. С его помощью удалось повредить около 1000 из 5000 иранских центрифуг и заразить 20 000 компьютеров. После инцидента со Stuxnet Иран начал развивать как наступательные, так и оборонительные кибервозможности. С 2012 по 2015 год бюджет Ирана на кибербезопасность увеличился на 180 %, а компьютерная безопасность была переосмыслена. Тем не менее, правительственные системы и ядерная программа Ирана регулярно подвергались атакам различных компьютерных вирусов, таких как Stars, Duqu, Wiper, Flame и других. С помощью этих кибератак планировалось собрать разведывательную информацию, украсть и уничтожить конфиденциальные данные, а также вызвать хаос в Иране. С начала 2012 года Иран начал отвечать Израилю своими кибератаками, направленными на высокопоставленных чиновников и государственные системы.
До 2020 года кибератаки в основном были скрытыми и редко приводили к серьёзным повреждениям или сбоям. В 2012 году New York Times сообщил, что в 2007 году благодаря кибератаке США и Израиля была саботирована ядерная инфраструктура Израиля. Операция «Олимпийские игры» началась при президентстве Джорджа Буша в 2006 году, её проведение было ускорено при президенте Бараке Обаме, который внял совету Буша продолжать кибератаки на иранские ядерные системы в Нетензе.
Начиная с 2020 года частота кибератак между Ираном и Израилем значительно возросла. В 2020 году Управление водного хозяйства Израиля подверглось кибератакам, направленным на повышение уровня хлора в системе водоснабжения до опасно высокого уровня. Атака была выявлена на ранней стадии и привела к ограниченным сбоям в системах водоснабжения. В ответ Израиль вывел из строя компьютерные программы в иранском порту Шахид Рахджи. По данным Иранской портовой и морской организации, атака на несколько часов нарушила работу операционных систем частных компаний, но не затронула системы безопасности и информационные системы порта. Иранское вредоносное ПО было проанализировано Национальным управлением кибербезопасности Израиля и установлено, что оно исходило от некоторых наступательных кибер подразделений Корпуса стражей исламской революции. Считается, что попытка Ирана атаковать израильскую водную инфраструктуру была ответом на удары ЦАХАЛа по иранским интересам в Сирии.
В декабре 2020 года Black Shadow похитила значительный объём информации у израильской страховой компании Shirbit. Хотя компания утверждала, что её системы защиты смогли заблокировать атаку, Black Shadow опубликовала тысячи частных документов. В том же месяце Pay2Key заявила, что взломала военного производителя Israel Aerospace Industries и израильскую компанию по кибербезопасности Portnox.
В 2021 году Израиль атаковал общенациональную систему распределения топлива Ирана, что привело к остановке работы более 4300 заправочных станций по всей стране. Ирану потребовалось 12 дней, чтобы восстановить работу оплаты смарт-картами. В результате граждане не могли покупать субсидируемое государством топливо, а на ещё работающих станциях было доступно только дорогое топливо. Когда водители пытались расплатиться электронными картами, на экранах появлялось сообщение об ошибке «кибератака 64411» — очевидная отсылка к горячей линии офиса верховного лидера Ирана Али Хаменеи. Спустя несколько дней Иран атаковал в Израиле крупное медицинское учреждение и популярный среди ЛГБТК сайт знакомств «Атраф», выложив в открытый доступ переписки и подробности интимной жизни людей. В 2021 году израильские хакеры разместили фейковые сообщения об отмене рейсов на иранских вокзалах. В том же году предполагаемая кибератака привела к отключению электроэнергии на иранском ядерном объекте в Натанзе. В ноябре 2021 года Связанная с Ираном хакерская группа атаковала семь израильских объектов. Целью атаки группы под названием «Очаровательный котенок» были израильские «правительственный и деловой сектор».
В 2022 году Иран увеличил темп киберопераций, с одного раза в два месяца до нескольких операций в месяц. Только в октябре 2022 года Иран осуществил десять операций против Израиля. В 2022 году 18 июня в результате кибератак со стороны Ирана в Иерусалиме и Эйлате зазвучали сирены воздушной тревоги. В конце июня 2022 года иранская государственная компания Khuzestan Steel Co. и два других сталелитейных предприятия остановили производство после кибератаки. Израильская хакерская группа заявила, что атаковала три крупнейшие сталелитейные компании Ирана в ответ на «агрессию Исламской республики». В июле Израиль устроил одну из крупнейших атак на Иран — полностью парализованной оказалась работа одного из сталелитейных заводов.
В июле 2023 года Иран атаковал Израиль через тысячи фейковых постов в Instagram, раскрывающих личные данные израильских полицейских. В ноябре 2023 года глава киберзащиты Израиля заявил CNN, что обеспокоен тем, что Иран может усилить серьёзность своих кибератак.
В декабре 2023 года была снова совершена атака на иранскую сеть заправочных станций, в результате чего было отключено 70 % станций. В конце декабря США заявили, что внимательно следят за иранскими хакерами на фоне обострения войны между Израилем и ХАМАС. В конце декабря 2023 года Киберуправление Израиля предупреждало о фишинговой атаке со стороны иранской хакерской группы, распространяемоей в виде программного обеспечения от американской фирмы по кибербезопасности F5, Inc.
В отчёте компании Check Point за 2023 год говорилось о том, что иранские хакеры активно атаковали Израиль, Саудовскую Аравию и Иорданию. Они предположительно получили доступ к электронным почтам сотрудников правительства, военных, телекоммуникационных компаний и финансовых организаций. В феврале 2024 года Microsoft опубликовал отчёт, в котором раскрыл детали кибервойны между Ираном и Израилем. Согласно отчету, Иран значительно активизировал свою киберактивность. Иранские хакеры используют нейросети, а также распространяют фейковые новости и пропаганду. Эти тактики позволяют подрывать имидж Израиля и создавать пропалестинские настроения в информационной среде, формировать общее недоверие к источникам информации.